# Agrosistema

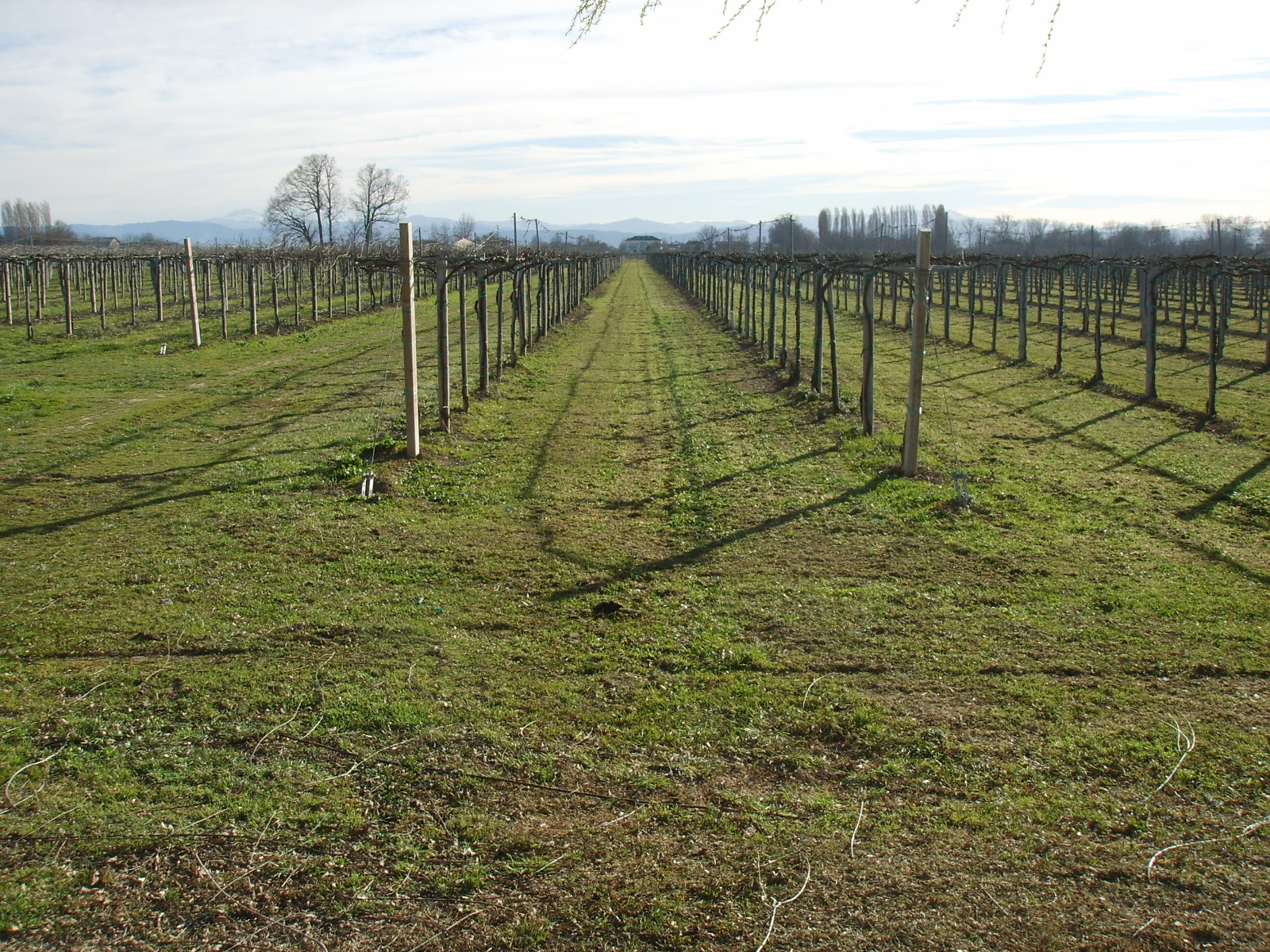
Un vigneto intensivo nella Pianura Padana.

L'agrosistema o agroecosistema, in ecologia, è un ecosistema terrestre fortemente antropizzato, le cui dinamiche, pur svolgendosi fondamentalmente secondo le leggi dell'ecologia, sono artificialmente controllate e finalizzate alla produzione di biomassa ed energia da utilizzare per scopi economici.
Può essere definito come un ecosistema secondario caratterizzato dall'intervento umano finalizzato alla produzione agricola e zootecnica.

## Analogie fra ecosistema naturale e agrosistema

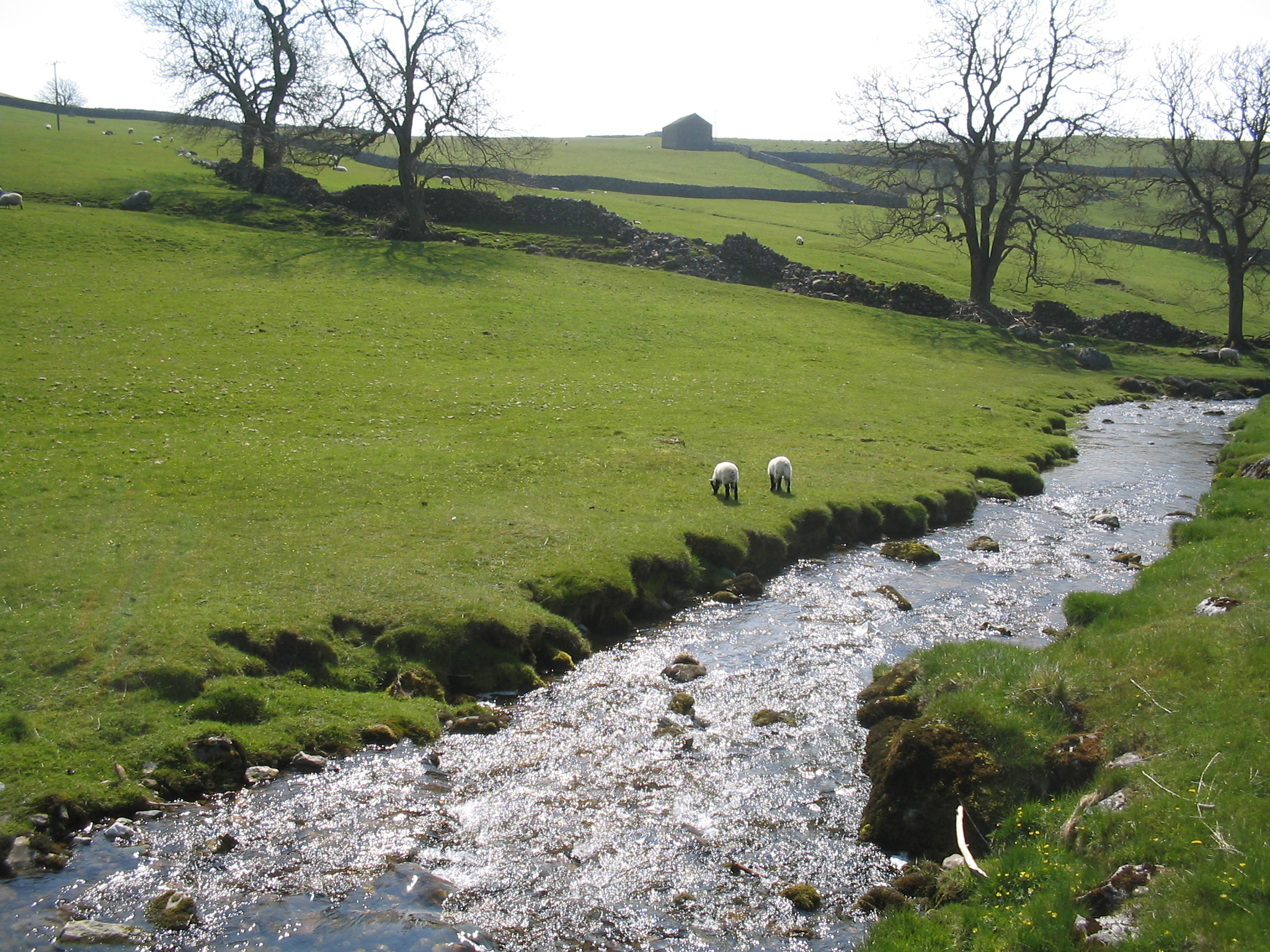
Fra gli agrosistemi, i pascoli regimentati con un basso carico di bestiame sono fra quelli che si avvicinano meglio al concetto di ecosistema naturale.

L'ecosistema terrestre naturale e l'agrosistema presentano molte analogie che si possono riassumere nei seguenti punti:
- Entrambi sono localizzati in un ambiente fisico naturale (biotopo) che si identifica con un insieme di fattori ambientali di natura non biotica, rappresentati fondamentalmente dal terreno, dal clima e dall'idrologia.
- Entrambi comprendono una biocenosi articolata, secondo il modello delle piramidi alimentari, su più livelli trofici corrispondenti, rispettivamente, a organismi produttori, consumatori primari e consumatori secondari.
- Entrambi sono caratterizzati da un certo grado di biodiversità.
- Entrambi fruiscono di un flusso energetico in ingresso rappresentato fondamentalmente dalla radiazione solare.
- In entrambi si svolge un flusso di energia e materia che, attraverso gli scambi trofici, si traduce materialmente in una rete alimentare più o meno complessa.
- Entrambi tendono a evolversi in una successione ecologica che porta all'assestamento di equilibri tali da consentire, al loro interno, la conversione totale della disponibilità energetica in biomassa, in subordine alle condizioni climatiche e pedologiche.
- Entrambi, salvo rare eccezioni, sono soggetti a interferenze dirette o indirette da parte dell'uomo.

## Differenze fra ecosistema naturale e agrosistema

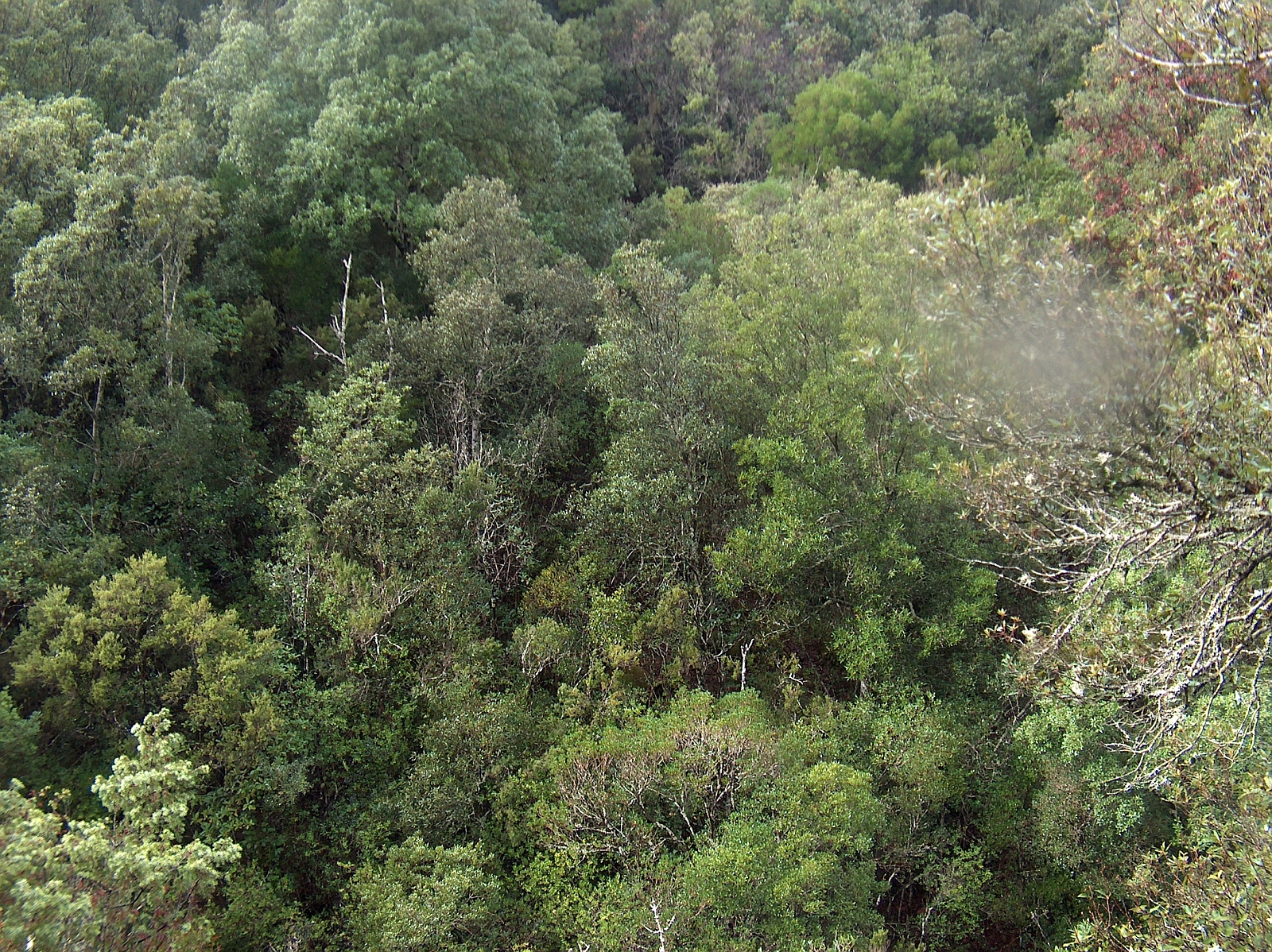
Macchia-foresta nella Sardegna meridionale. La foresta è lo stadio finale di una successione ecologica laddove le condizioni pedoclimatiche ne permettono l'evoluzione.

L'ecosistema naturale e agrosistema differiscono in modo marcato. Gli elementi ecologici che caratterizzano un agrosistema si riassumono in alcuni aspetti fondamentali. Il più evidente è il grado di interferenza del fattore antropico con le dinamiche interne dell'agrosistema. Questa interferenza si manifesta con il controllo della composizione della biocenosi, dei fattori fisici ambientali, del flusso di energia e materia, e si concretizza con la tecnica agricola in senso lato. L'obiettivo dell'intervento antropico è quello di massimizzare la produzione di energia e materia da parte dell'ecosistema realizzando un surplus che non si esaurisca all'interno della cenosi agraria, bensì possa essere asportato sotto forma di produzione economica.
L'esistenza di un surplus energetico in un ecosistema è causa di una successione ecologica, ovvero, una serie di adattamenti che si manifestano con un'alterazione della biocenosi. Il nuovo ecosistema presenta, in caso di successione evolutiva, i seguenti caratteri:
- aumento della biodiversità, ovvero del numero di specie;
- riduzione delle popolazioni delle singole specie;
- incremento del rapporto fra specie a strategia K e quelle a strategia r;
- incremento della capacità di reazione omestatica dell'ecosistema;
- instaurazione di una rete alimentare più complessa;
- riduzione del surplus energetico.

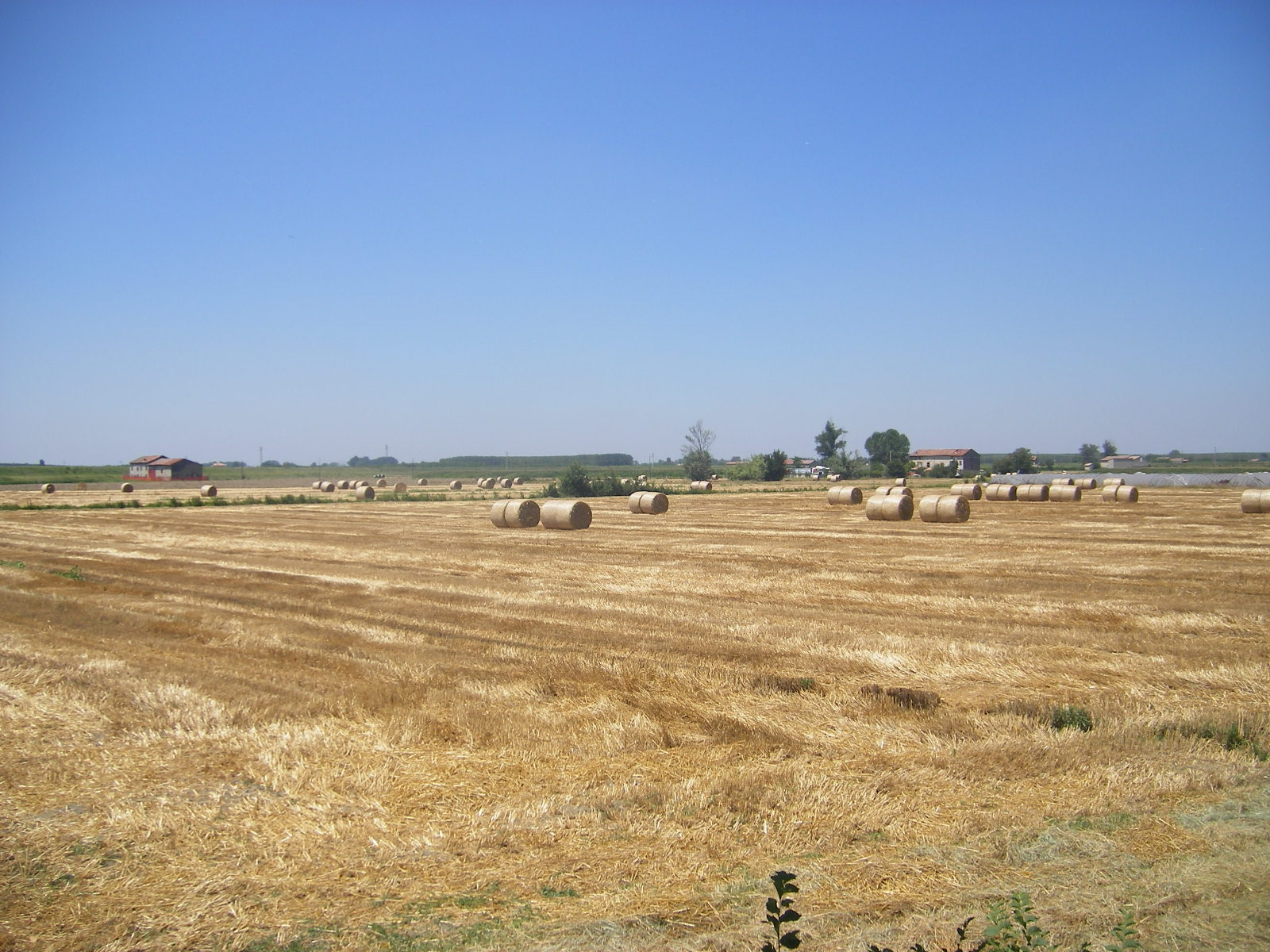
Raccolta della paglia. L'asportazione dei prodotti e dei sottoprodotti delle colture è uno dei principali elementi di distinzione fra l'agrosistema e l'ecosistema naturale.

In definitiva, in un qualsiasi ecosistema aperto, l'esistenza di un surplus energetico rappresenta una situazione di squilibrio che porta all'insediamento di una nuova cenosi, in grado di sfruttare meglio le risorse energetiche e ambientali e di resistere meglio alle cause di squilibrio.
L'agrosistema si configura perciò come un ecosistema aperto, dotato di un grado di biodiversità molto basso e privo di quella connotazione propria degli ecosistemi maturi. Dal punto di vista ecologico è un ecosistema mantenuto forzatamente al primo stadio di evoluzione. Il ruolo dell'intervento antropico è quello di mantenere una situazione di forte squilibrio, fondamentale per ottenere una produzione economica significativa, e si configura con l'applicazione di una tecnica agronomica, della difesa dei vegetali, di investimenti economici finalizzati a incrementare la produttività del biotopo e, infine, con la sistematica asportazione dei prodotti delle colture o degli allevamenti.
Una particolare "anomalia" dell'agrosistema, sotto l'aspetto ecologico, è l'esistenza di continui scambi di materia con l'esterno, che si configurano da un lato con l'asportazione di una parte della biomassa prodotta e da un altro con un flusso in ingresso di materia, prevalentemente in forma inorganica, finalizzato quest'ultimo a impedire o rallentare il progressivo depauperamento del suolo. Questo fa sì che i cicli biogeochimici siano più complessi e comprendono una fase che si svolge all'esterno dell'agrosistema.
È evidente che il mantenimento di un basso livello di entropia comporti un continuo investimento energetico per mantenere lo stato di squilibrio necessario a ottenere una produzione economica. Produzione che altrimenti si esaurirebbe all'interno dello stesso sistema. Questo input energetico è indicato con il termine di energia ausiliaria.

## Instabilità degli agrosistemi

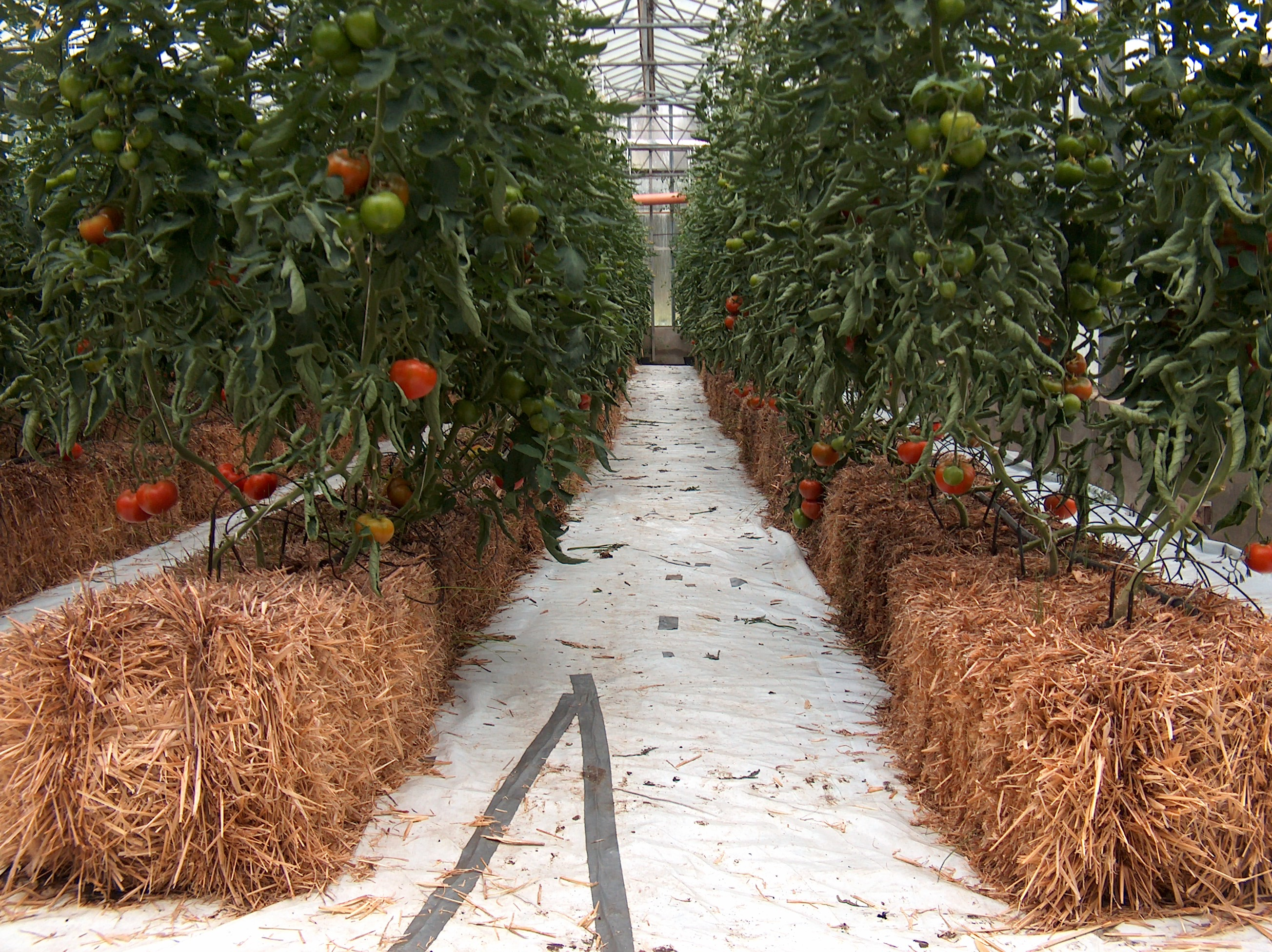
Le coltivazioni in serra e fuori suolo sono fra gli agrosistemi che si allontanano maggiormente dal concetto di ecosistema.

Da quanto detto, si evince che nell'agrosistema è insito un marcato grado di instabilità dovuta alla pressione ecologica. In una situazione ideale, sotto l'aspetto economico, la cenosi di un agrosistema dovrebbe essere composta esclusivamente da una sola specie vegetale, quella coltivata, nel caso di una coltivazione, o di poche specie vegetali e animali, nel caso di un allevamento. In realtà questa situazione ideale non si verifica mai negli agrosistemi: a essa si avvicinano, entro certi limiti, solo gli allevamenti senza terra (ad esempio gli allevamenti intensivi di suini) e le coltivazioni fuori suolo (idroponica e aeroponica), che assumono però connotati tali da non potersi definire veri e propri agrosistemi.
L'instabilità si può osservare in modo palese, ad esempio, con l'abbandono della coltivazione di un frutteto. Negli anni immediatamente successivi si osserva un rapido sviluppo di piante erbacee infestanti spontanee che entrano in forte competizione con gli alberi da frutto, in quanto in grado di sfruttare meglio le risorse pedologiche e climatiche. Gli alberi da frutto saranno soggetti a un progressivo deperimento a causa della sospensione degli interventi colturali e, soprattutto, a causa degli attacchi subiti dai fitofagi e dai parassiti; la loro produzione si annulla o si riduce drasticamente e assume più le connotazioni di una produzione naturale, con fenomeni di alternanza e di dequalificazione sotto l'aspetto merceologico.

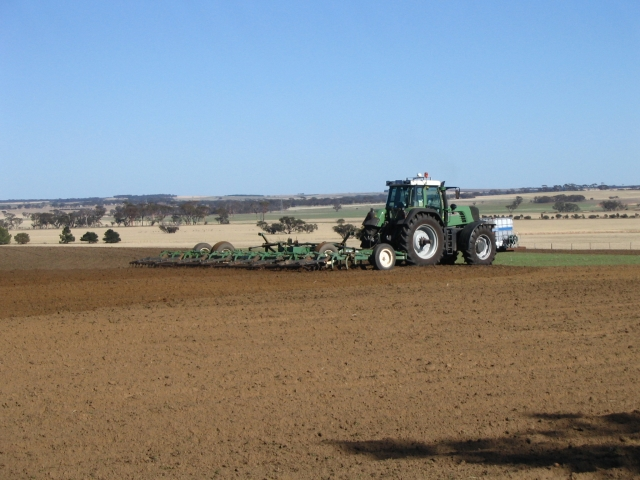
Le lavorazioni del terreno e altre operazioni colturali creano condizioni transitorie che favoriscono la specie agraria e ostacolano la vegetazione spontanea, riducendo in modo più o meno marcato la biodiversità biologica.

A distanza di diversi anni, del vecchio frutteto restano pochi esemplari improduttivi, in uno stato di degrado più o meno spinto, integrati in un'associazione vegetale spontanea di sostituzione, quella che caratterizza gli incolti, soggetta alle dinamiche determinate dalle condizioni ambientali naturali.
Dal punto di vista ecologico si è realizzata una successione che ha portato all'insediamento di una biocenosi più eterogenea e più matura, in grado di sfruttare meglio le risorse ambientali disponibili: nel caso di un terreno fertile e di un ambiente climatico favorevole, si insedia una vegetazione florida, destinata a evolversi verso un'associazione mista di piante legnose ed erbacee; nel caso di un terreno povero e di un ambiente climatico sfavorevole, si insedia invece la vegetazione erbacea tipica delle prateria, in grado di sfruttare meglio le condizioni ambientali transitorie tipiche della stagionalità.
Sia pure in modo meno palese, l'instabilità dell'agrosistema si manifesta implicitamente con la necessità dell'intervento antropico di mantenimento. Ad esempio, le lavorazioni e il diserbo hanno lo scopo di impedire o attenuare la competizione fra piante coltivate, specie a basso potenziale biologico, e piante infestanti, al contrario ad alto potenziale biologico. I trattamenti insetticidi e antiparassitari hanno lo scopo di prevenire o attenuare l'impatto dei rapporti trofici di predazione e parassitismo che entrerebbero in competizione con l'uomo, inteso come predatore nell'ambito dell'agrosistema. Le operazioni colturali in senso lato (lavorazioni, concimazione, irrigazione, potatura, ecc.) hanno lo scopo di creare quelle condizioni che da un lato incrementano direttamente la produttività del biotopo e da un altro migliorano lo stato di benessere delle piante coltivate, necessario affinché diano le alte prestazioni richieste. Nel complesso questo stato di instabilità consiste in un mantenimento di un basso grado di entropia che richiede necessariamente un input energetico artificiale remunerato, naturalmente, dalla produzione economica.

## L'agrosistema nell'agricoltura convenzionale
Nel recente passato, l'intensivazione dei sistemi agricoli nei Paesi sviluppati ha messo in evidenza alcuni limiti intrinseci dell'agricoltura convenzionale sotto l'aspetto ecologico.

### Agricoltura tradizionale

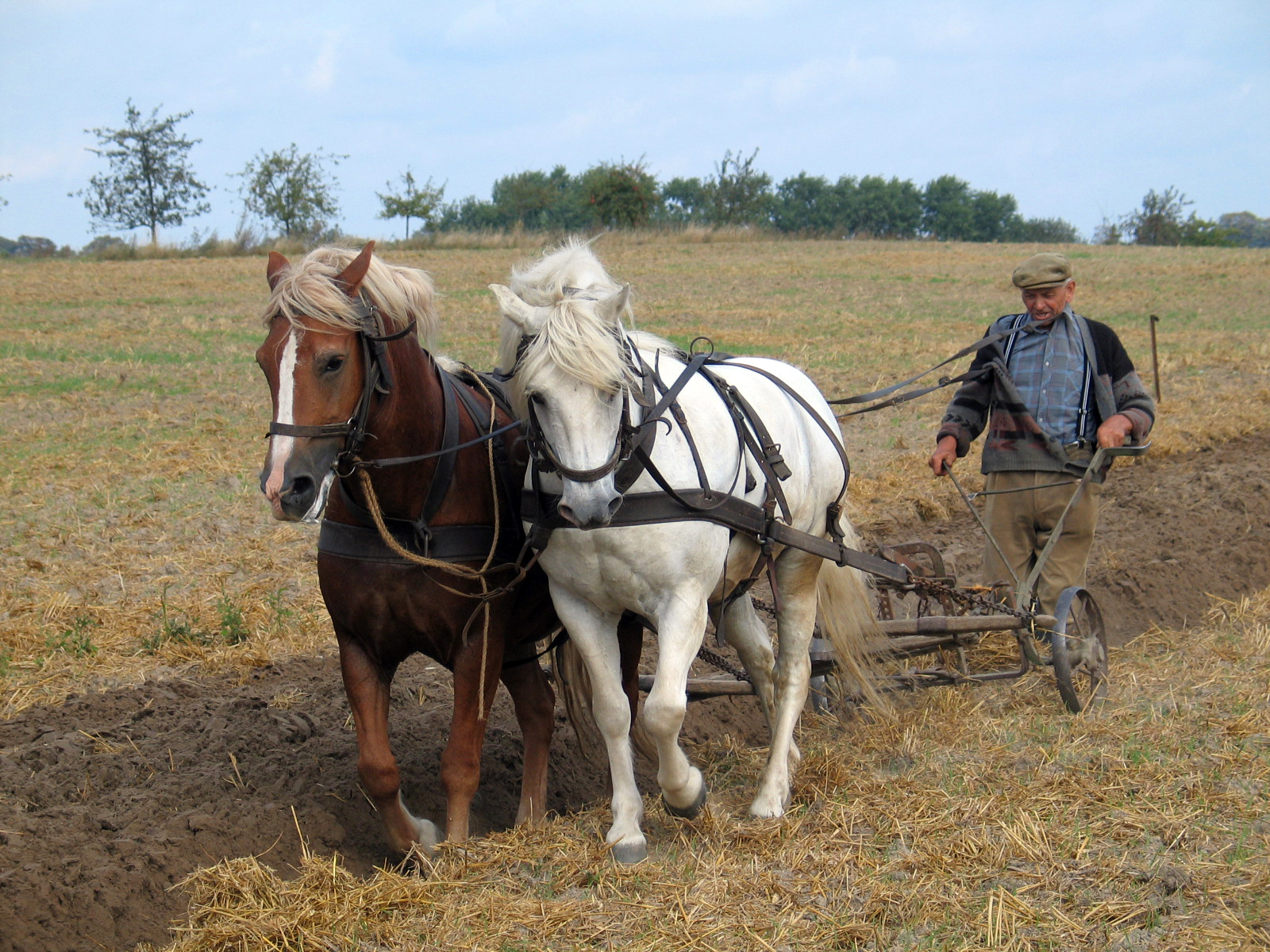
Fino all'introduzione del progresso tecnico, l'agricoltura mantiene caratteristiche di estensività che la configurano come un'attività a basso impatto ambientale.

L'agricoltura convenzionale tradizionale, che in Italia si può identificare con i sistemi agricoli ordinari fino agli anni cinquanta, mantiene in uno stato di latenza la debolezza dell'agrosistema sotto l'aspetto ecologico, grazie ad alcuni meccanismi correttivi o stabilizzanti che si manifestano nel lungo periodo. Salvo particolari eccezioni, in cui si attuano agricolture "di rapina", la si può considerare un'attività a basso impatto e nel corso dei secoli ha permesso il mantenimento degli agrosistemi in condizioni di stabilità.
La concimazione organica, pur senza fornire - per lo meno nei terreni poveri - le alte prestazioni della concimazione minerale, mantiene il terreno in uno stato di fertilità generale stabile, da cui traggono indubbiamente vantaggio le stesse colture agrarie. La concimazione minerale fornisce invece un potenziale produttivo notevole a breve termine, che, se non sfruttato adeguatamente dalle specie agrarie, predispone l'agrosistema agli squilibri destabilizzanti. Ad esempio, le laute concimazioni azotate se da un lato stimolano un forte incremento delle rese, da un altro incrementano l'invasività delle infestanti nitrofile e rendono le piante agrarie più vulnerabili agli attacchi parassitari, in particolare da parte dei funghi patogeni.

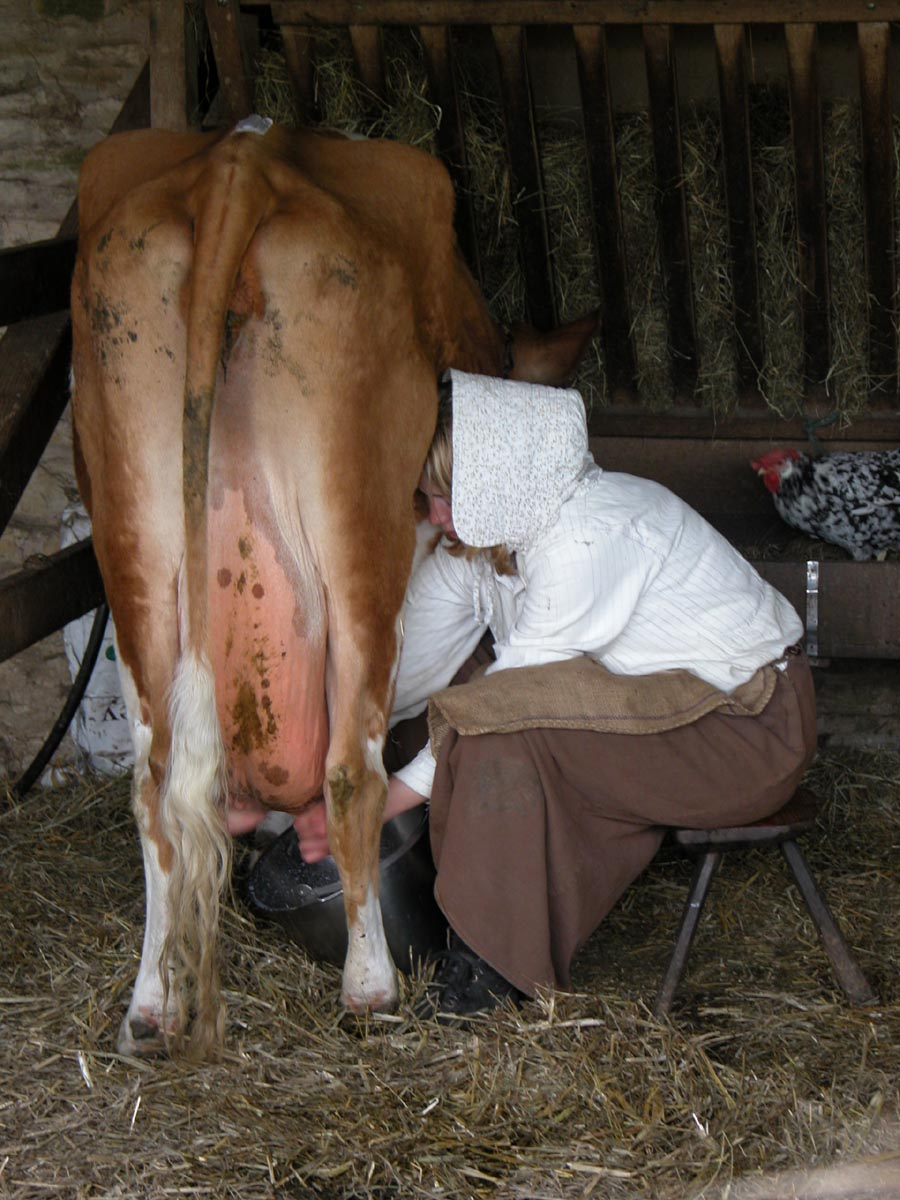
L'integrazione dell'allevamento nella fattoria, in un'agricoltura di sostentamento, è un elemento indispensabile per mantenere quel grado di biodiversità tale da avvicinare l'agrosistema a un ecosistema chiuso.

Le rotazioni colturali tradizionali avevano lo scopo implicito di ottimizzare l'allocazione delle risorse nell'ambito di un ciclo poliennale e contenere la pressione ecologica da parte delle specie "dannose": ad esempio il prato poliennale aveva un effetto di miglioramento della fertilità chimico-fisica del terreno e, nel contempo, limitativo nei confronti delle piante erbacee invadenti, la coltura da rinnovo, come il mais, la barbabietola da zucchero, la patata, migliorava lo stato di fertilità chimica del terreno e, grazie alle accurate lavorazioni conteneva la diffusione delle piante infestanti, le colture impropriamente considerate depauperanti, come l'orzo e il frumento, sfruttavano la fertilità residua e nello stesso tempo costituivano un sistema di profilassi che impediva l'accumulo di parassiti patogeni (funghi, nematodi, insetti terricoli) nel terreno, che si verificherebbe con un eventuale frequente ritorno della coltura da rinnovo.
L'indirizzo produttivo misto e l'ordinamento colturale diversificato costituivano una forma rudimentale di tutela della biodiversità. Ad esempio, la presenza dell'allevamento integrato nell'azienda agraria giustificava la destinazione di una parte della superficie agricola a prato polifita permanente o a pascolo e l'inserimento nelle rotazioni colturali del prato avvicendato o dell'erbaio; nel contempo valorizzava i sottoprodotti ottimizzandone l'utilizzazione con i reimpieghi (paglia, letame, ecc.). La consociazione erbacea-arborea o la coltivazione in appezzamenti limitrofi di piante erbacee e fruttiferi permetteva agli insetti ausiliari (predatori e parassitoidi) di completare i loro cicli biologici all'interno dell'azienda.
La destinazione di una parte della superficie a bosco, la presenza di siepi naturali sfruttate per le delimitazioni di confini e capezzagne, diverse sistemazioni superficiali che prevedevano la presenza di filari di piante arboree o di viti come il cavalletto emiliano e il cavino veneto, sono tutti elementi del paesaggio rurale che favorivano, per i motivi espressi prima, l'insediamento di un'entomofauna utile stabile e il rifugio per i Vertebrati insettivori.
La scelta di specie, varietà, razze, infine, oltre a disporre di una vasta gamma di tipi genetici, era ottimizzata in funzione delle condizioni ambientali. In altri termini, la scelta era basata prevalentemente su criteri culturali, per cui si privilegiavano i tipi genetici che offrivano la migliore affidabilità in quanto largamente collaudate in un ambito locale, territoriale o regionale. Ciò ha permesso, con la lenta selezione massale, la costituzione di un germoplasma variegato nel suo complesso e contenente fattori intrinseci di rusticità, resistenza o adattamento a specifiche avversità ambientali, parassitarie o non.

### Agricoltura moderna
Nei Paesi a economia di mercato l'agricoltura si è convertita con massicci investimenti di capitali e mezzi tecnici. Secondo le regioni geografiche questi investimenti hanno prodotto il passaggio da un regime estensivo a uno intensivo incrementando, secondo 
i contesti, la produttività del fattore "terra" o quella del fattore "lavoro" o quella di entrambi. Il ricorso ai mezzi tecnici ha comportato un massiccio impiego della meccanizzazione, della chimica e del miglioramento genetico. Il progresso tecnologico e biotecnologico ha permesso all'agricoltura di svincolarsi dai rigidi canoni dei sistemi tradizionali, rivoluzionandone l'assetto strutturale e organizzativo, ma ha determinato un impatto tale da intensificare gli squilibri, sotto l'aspetto ecologico, e quindi l'instabilità degli agrosistemi. Diversi sono gli aspetti critici di questa trasformazione, come è diverso l'impatto che ognuno di essi ha avuto nei vari contesti.

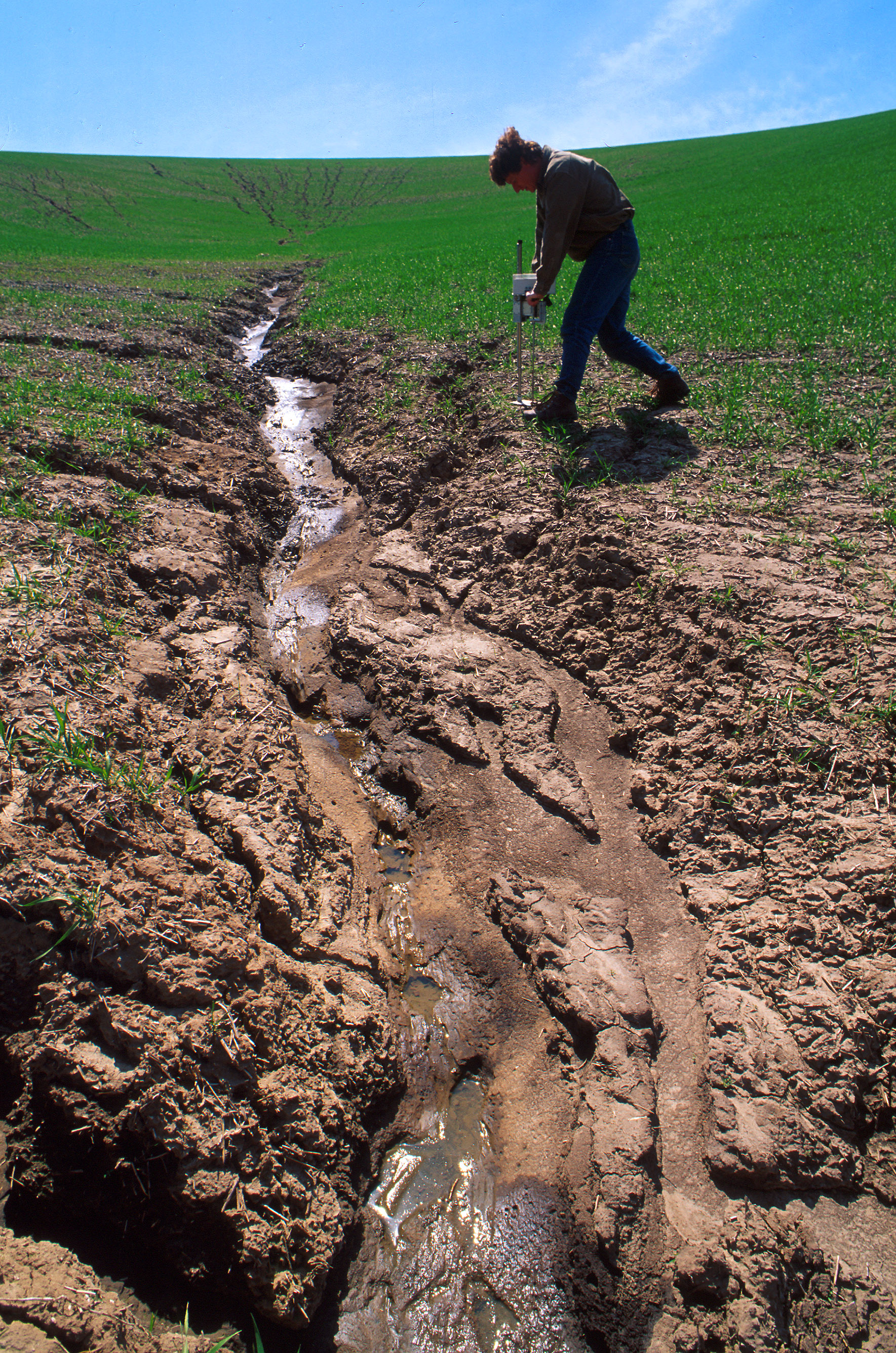
La meccanizzazione nel Middle West degli USA ha prodotto fenomeni erosivi il cui impatto si è esteso fino al Golfo del Messico.

#### Meccanizzazione
La meccanizzazione delle lavorazioni ha un notevole impatto che si manifesta sotto diversi aspetti, talvolta positivi talvolta negativi. Da un lato la lavorazione meccanica permette un notevole incremento della produttività del lavoro, migliora la fertilità fisica dei terreni argillosi nel breve termine, consente la distribuzione di concimi e ammendanti in tutto lo strato lavorato, crea un ambiente ospitale per le radici delle piante agrarie, riduce notevolmente l'invadenza delle piante infestanti. Tali effetti benefici si riscontrano soprattutto nel breve periodo, in generale nell'ambito di un ciclo stagionale, e, comunque, se le lavorazioni sono eseguite in modo razionale. Fra i principali effetti negativi, che si intravedono soprattutto nel lungo periodo e sono amplificati in caso di esecuzioni irrazionali, si citano i seguenti:
- riduzione del tenore in sostanza organica e degradazione della fertilità fisica e chimica;
- predisposizione dei terreni declivi all'erosione;
- alterazione selettiva della composizione della flora infestante.

Va da sé che il rapporto fra benefici ed effetti negativi propende, secondo i casi, in una direzione o in quella opposta e che, ogni singolo aspetto può avere incidenze differenti da contesto a contesto. In ogni modo, il ruolo delle lavorazioni meccaniche è temporaneo e gli effetti positivi si mantengono tali solo con un intervento continuo e, quindi, con un notevole input energetico.
Non bisogna inoltre trascurare il ruolo che ha avuto la meccanizzazione sulla biodiversità degli agrosistemi: le siepi, le consociazioni, le tradizionali sistemazioni idraulico-agrarie, sono di ostacolo alla meccanizzazione, che richiede appezzamenti di forma regolare e di dimensioni razionali, privi di ostacoli per consentire la manovra dei mezzi nelle testate. Con il passare del tempo, perciò, la meccanizzazione porta a una sostanziale semplificazione degli elementi paesaggistici rurali a scapito, soprattutto, della biodiversità.

#### Fertilizzazione

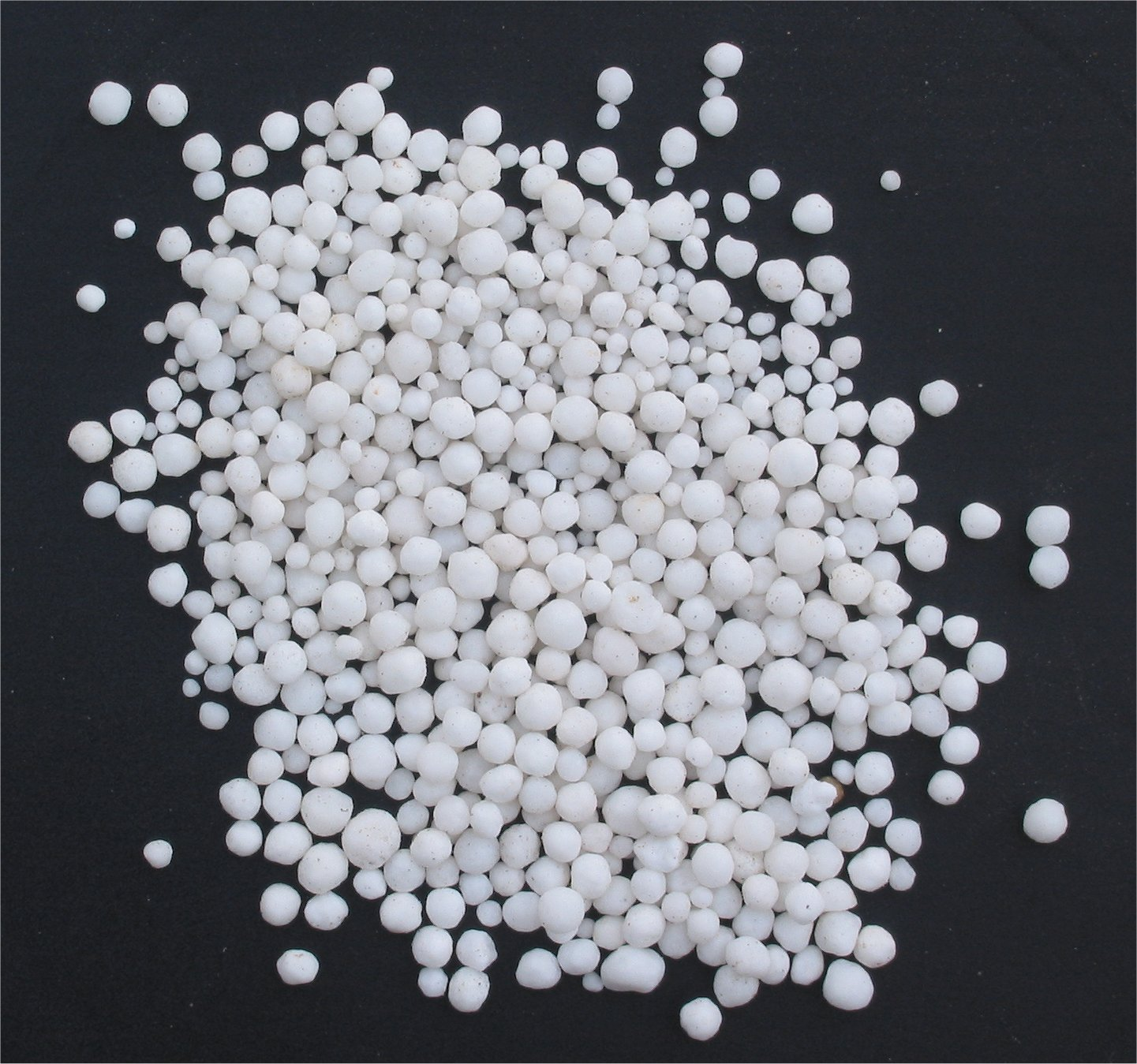
Un esempio di energia ausiliaria: il nitrato ammonico, concime di sintesi largamente impiegato in agricoltura.

La fertilizzazione attuata con la concimazione minerale rappresenta, insieme alle lavorazioni meccaniche, l'aspetto più controverso dell'agricoltura intensiva. Allo stato attuale la concimazione organica rappresenta un fattore di debolezza in un'agricoltura in regime intensivo, a causa della difficoltà oggettiva di somministrare quantitativi di sostanza organica compatibili con i fabbisogni di colture ad alta resa. La concimazione minerale ha infatti sostituito quasi del tutto quella organica, soprattutto per ragioni tecniche, organizzative ed economiche. L'effettiva esistenza di un impatto della concimazione minerale sulla salute e sulla qualità dei prodotti, salvo casi eccezionali, si basa su concezioni non sufficientemente supportate dalla ricerca sperimentale.
A prescindere dalla fondatezza delle tesi sulla salubrità o meno della concimazione minerale, è certo che quest'ultima può surrogare integralmente la concimazione organica, per lo meno sotto l'aspetto della fertilità chimica. Per questo motivo i concimi chimici si sono largamente diffusi in tutti i contesti in cui la concimazione organica presentava limiti oggettivi di applicazione, soprattutto con lo scorporo della zootecnica dalle aziende di coltivazione. D'altra parte, l'uso sistematico dei concimi minerali contribuisce, attraverso l'abbandono totale della fertilizzazione organica, all'abbassamento del tenore in sostanza organica del terreno e incrementa, per le dinamiche relative al ciclo dell'azoto e dello zolfo, le perdite per dilavamento. In generale, quindi, la sostituzione integrale della concimazione organica con quella minerale porta effettivamente a un decadimento della fertilità del terreno nel lungo periodo. Tali effetti si notano per lo più dopo l'abbandono delle terre, in seguito al quale si assiste a una caduta della produttività del biotopo fino ai casi estremi che si identificano nei fenomeni di desertificazione.
Non bisogna infine trascurare la maggiore vulnerabilità, indotta dalle laute concimazioni azotate, che le piante agrarie mostrano nei confronti di diverse crittogame e diversi insetti. Questo è dovuto in sostanza a un ingentilimento della pianta, che presenta tessuti più teneri e più facilmente aggredibili, e al maggiore rigoglio vegetativo, che crea all'interno della vegetazione condizioni microclimatiche più favorevoli alla diffusione di alcuni organismi, in particolare cocciniglie e funghi.

#### Monocoltura e monosuccessione

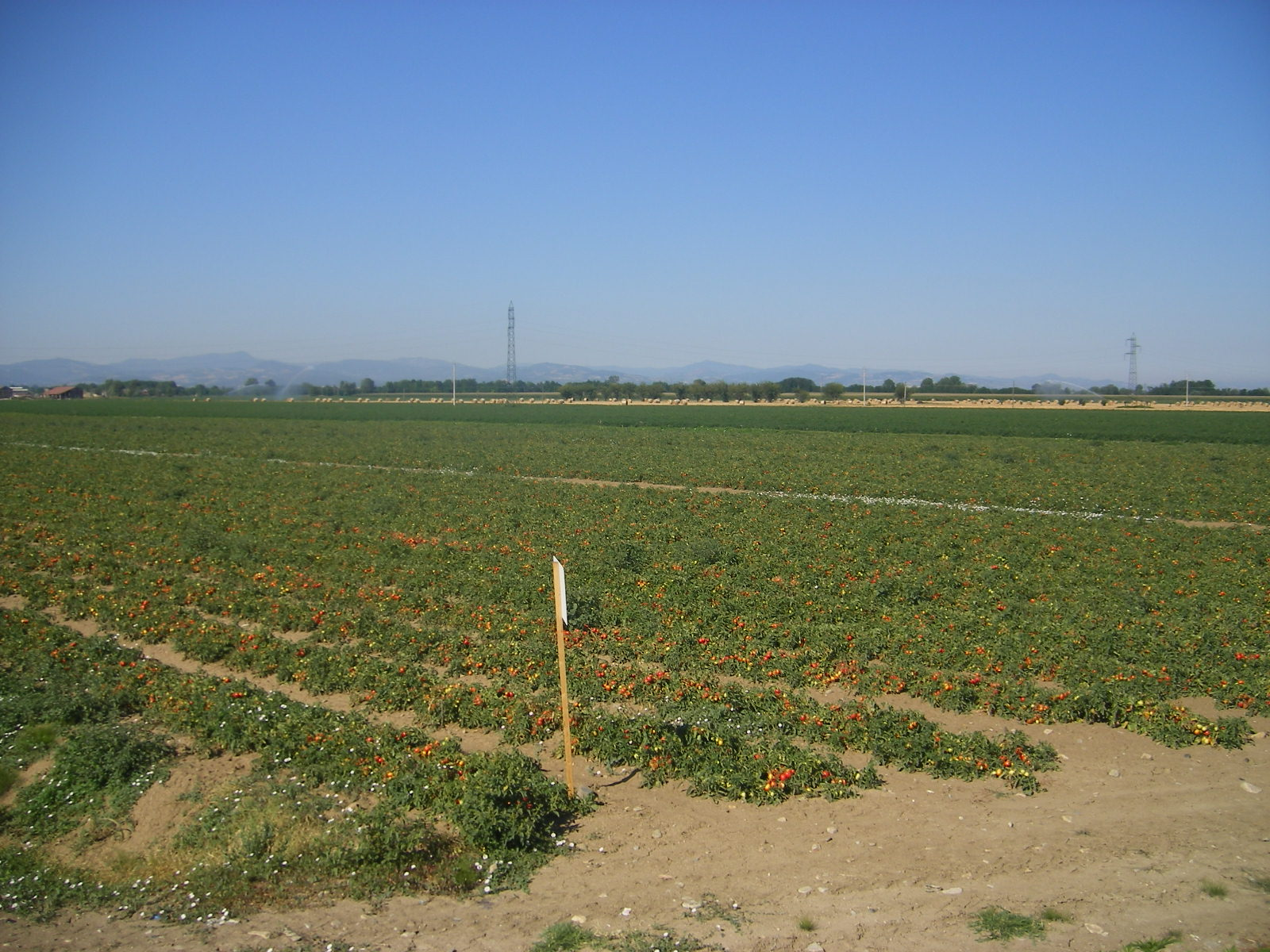
Coltivazione intensiva di pomodoro da industria nella Pianura Padana. Quella del pomodoro da industria è un esempio di agricoltura ad alto fabbisogno di energia ausiliaria.

L'indirizzo produttivo specializzato è proprio di un'agricoltura intensiva orientata al mercato, in quanto non soddisfa le esigenze di autosufficienza proprie dell'agricoltura tradizionale. Il passaggio alla monocoltura e alla monosuccessione ha degli indubbi vantaggi economici nel breve e medio termine, soprattutto in aziende di medie o grandi dimensioni: acquisizione di un know-how settoriale di livello avanzato, ottimizzazione del parco macchine, realizzazione di economie di scala, ecc. L'adozione della monosuccessione è resa possibile dal progresso tecnico, che con il ricorso alla chimica, alla meccanica e alla biotecnologia permette di svincolare, in parte, l'esercizio dell'agricoltura dai rigidi schemi ecologici che regolano il funzionamento dell'agrosistema. Ad esempio, la geodisinfestazione previene gli effetti negativi dell'accumulo di parassiti e patogeni nel terreno, la concimazione minerale corregge gli effetti negativi del depauperamento selettivo, il diserbo chimico selettivo e i trattamenti insetticidi e antiparassitari prevengono o riducono l'impatto della cenosi antagonista associata alla specie coltivata, ecc.
Il ricorso a queste tecniche, tuttavia, rappresenta il rovescio della medaglia in quanto accentua notevolmente l'instabilità dell'agrosistema: l'uso di principi attivi ad ampio spettro d'azione ha infatti effetti deleteri soprattutto per i seguenti motivi:
- l'impatto sulla biocenosi utile è molto forte, in quanto in generale gli organismi ausiliari hanno un potenziale biologico più basso rispetto a molti organismi dannosi; inoltre, i trattamenti chimici polivalenti riducono notevolmente il grado di biodiversità ostacolando o impedendo del tutto il completamento dei cicli degli organismi utili sui cosiddetti ospiti di sostituzione;
- l'uso sistematico di insetticidi, anticrittogamici ed erbicidi ad alta specificità d'azione esercita una pressione selettiva che induce l'insorgenza di fenomeni di resistenza a base genetica; la resistenza indotta dai fitofarmaci si manifesta soprattutto negli organismi ad alto potenziale riproduttivo come ad esempio acari, afidi, funghi e diverse piante erbacee.

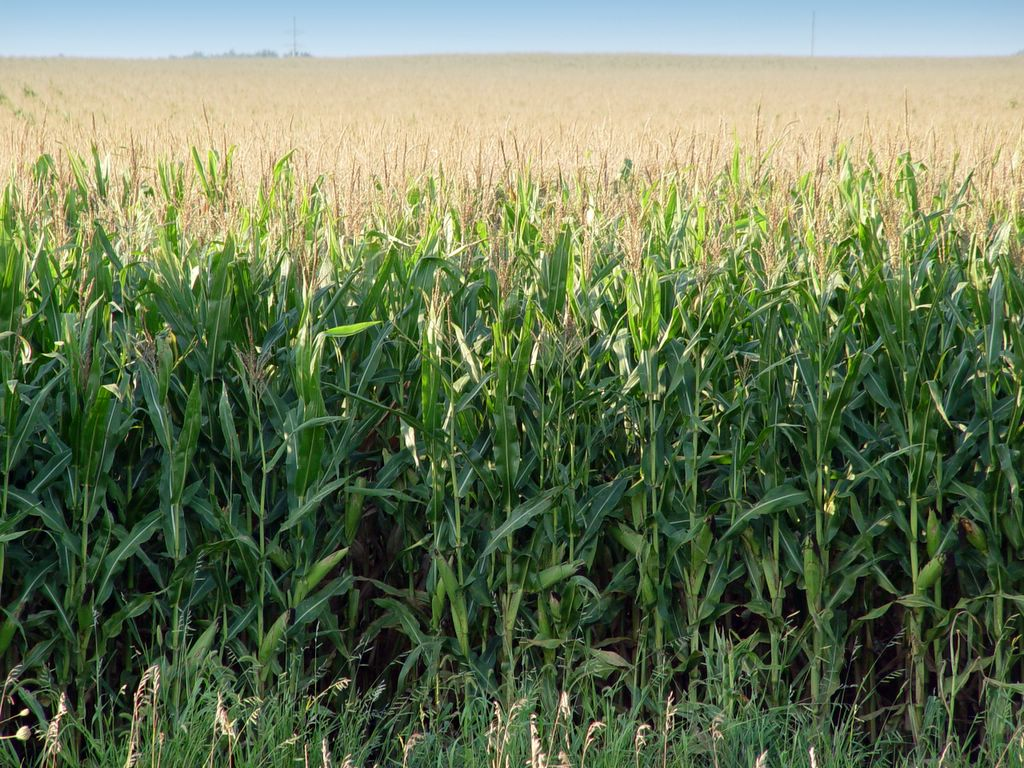
Mais in coltura intensiva nel Minnesota. La monocoltura a mais in monosuccessione è l'emblema di un'agricoltura a forte impatto ambientale.

Un esempio, in Italia, proviene dalla maidicoltura nella Pianura Padana, causa di una vera e propria emergenza ambientale che ha raggiunto il suo culmine negli anni ottanta. L'ampio ricorso alla monocoltura del mais in monosuccessione è stato caratterizzato, fino agli anni ottanta, dall'uso dosi eccessivamente alte di concimi azotati e, nel contempo, dall'uso ripetuto delle triazine (in particolare simazina e atrazina) nel diserbo chimico. L'eccesso degli apporti azotati è stato causa di un ingente dilavamento che ha portato a fenomeni di eutrofizzazione nel Mare Adriatico. Ma l'emergenza vera e propria si è avuta con il diserbo chimico: le triazine si erano dimostrate efficaci, per la loro persistenza, nel diserbo del mais in presemina, tuttavia l'uso ripetuto ha indotto l'insorgenza di fenomeni di resistenza in alcune specie infestanti (Amaranthus, Solanum, Chenopodium, Polygonum, ecc.) e la monosuccessione ha favorito la notevole diffusione di alcune specie infestanti di difficile controllo (Sorghum halepense, Abutilon, ecc.). In definitiva, la necessità di contenere la diffusione crescente di questa flora di sostituzione ha spinto gli agricoltori all'uso di dosi sempre più alte di atrazina fino ad arrivare all'inquinamento della falda freatica a cui spesso attingono gli acquedotti nell'Italia settentrionale. Fenomeni simili hanno coinvolto, nella Pianura Padana, anche i tristemente famosi alaclor e bentazon, quest'ultimo usato largamente anche in risicoltura. L'impatto sanitario e ambientale dell'abuso del diserbo chimico sulla maidicoltura è stato tale che ancora oggi persiste l'inquinamento delle falde nonostante questi principi attivi siano stati banditi fra la fine degli anni ottanta e l'inizio degli anni novanta.

#### Fitoiatria e diserbo chimico

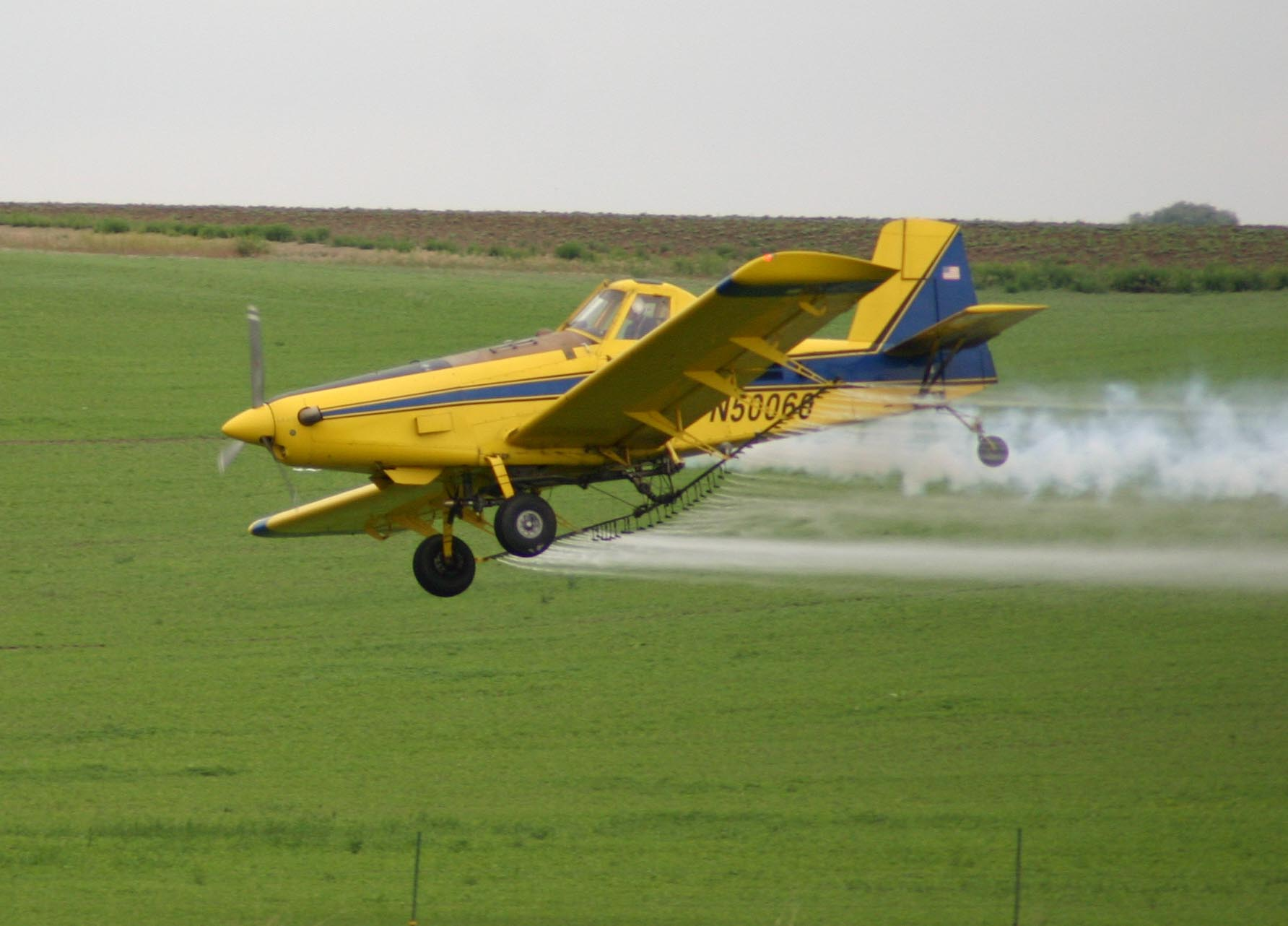
L'irrorazione di fitofarmaci a largo spettro d'azione e ad alta tossicità con mezzi aerei è una pratica a forte impatto ambientale e sanitario, per le conseguenze connesse ai fenomeni di deriva. Diverse legislazioni nazionali, fra cui quella italiana, vietano il ricorso ordinario a questa tecnica.

Per i motivi sopra esposti, i sistemi di lotta chimica a calendario e il diserbo chimico hanno un ruolo selettivo sulla composizione della cenosi che, in generale, si traduce nei seguenti effetti a medio o lungo termine, alcuni dei quali si sommano a effetti simili causati da altri aspetti dell'agricoltura intensiva:
- riduzione drastica della biodiversità;
- riduzione o scomparsa delle popolazioni di organismi utili;
- aumento dell'incidenza delle popolazioni degli organismi dannosi;
- passaggio di organismi dannosi da uno stato di scarsa dannosità a uno di alta dannosità;
- induzione di fenomeni di resistenza genetica;
- incremento progressivo del numero di trattamenti e delle dosi di principio attivo.

L'apparente paradosso di questi concetti ha in realtà fondamenti di natura biologica, etologica, ecologica e genetica.
La riduzione della biodiversità è dovuta in sostanza all'effetto repressivo, nel lungo termine, che hanno le sostanze tossiche nei confronti degli organismi vegetali e animali più vulnerabili, ovvero quelli dotati di un potenziale biologico basso. In generale sono più esposti gli organismi a strategia K, i quali, essendo dotati di un basso potenziale riproduttivo ma di una sostanziale stabilità della dinamica di popolazione, sono favoriti dalla stabilità degli ecosistemi con un buon grado di maturità. In particolare sono vulnerabili gli animali ai vertici delle catene alimentari, i quali risentono fortemente sia dell'accumulo di principi attivi tossici nella catena, sia della drastica riduzione della base alimentare.

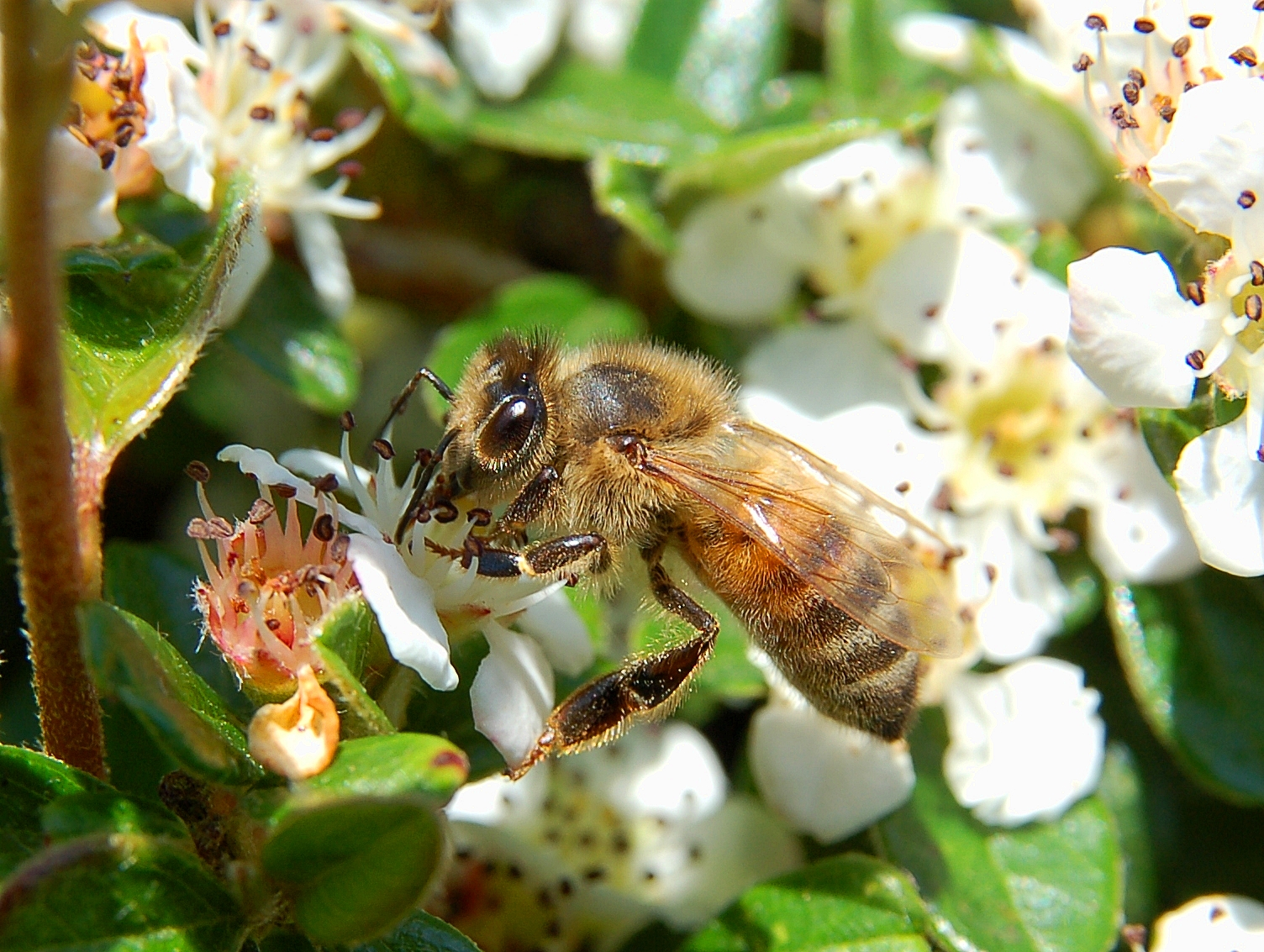
Studi scientifici, media, associazioni, gruppi di pressione, attribuiscono ai fitofarmaci una delle cause del preoccupante crollo delle popolazioni di api rilevato negli ultimi anni in Europa e Nordamerica.

In merito al secondo punto, la riduzione o la scomparsa degli organismi ausiliari va imputata al più basso potenziale riproduttivo che hanno predatori e parassitoidi rispetto agli organismi dannosi, per cui, in un contesto generale che riduce drasticamente le popolazioni di organismi dannosi e utili, questi ultimi trovano difficoltà a ripopolare l'ambiente. Nel caso particolare degli Artropodi entomofagi, parassitoidi o predatori, si deve considerare anche l'effetto deleterio della riduzione della biodiversità: la maggior parte degli entomofagi è polifaga e svolge spesso cicli complessi le cui generazioni si sviluppano, nell'arco dell'anno, a spese di differenti vittime preferenziali. In molti casi, questi entomofagi devono completare il loro ciclo a spese di fitofagi associati a piante spontanee e, quindi, di scarsa dannosità o, addirittura, indirettamente utili. Questi organismi, detti ospiti di sostituzione, costituiscono la base alimentare necessaria per il mantenimento di una popolazione stabile nell'agrosistema o nelle sue immediate vicinanze. È naturale dedurre che una drastica riduzione della flora spontanea a cui sono associati gli ospiti di sostituzione sfavorisce indirettamente gli organismi ausiliari.
Le pullulazioni degli organismi dannosi sono una diretta conseguenza della loro dinamica di popolazione: gli interventi a difesa delle colture preservano, per le finalità intrinseche, proprio la base alimentare dei fitofagi. I fitofagi più dannosi sono organismi a strategia r, dotati cioè di un potenziale riproduttivo elevato che si manifesta con un'elevata fertilità, con cicli di sviluppo piuttosto rapidi e con ricambi generazionali frequenti. L'inevitabile reintroduzione di pochi adulti in un ambiente che offre una larga base alimentare (la specie agraria) e che presenta poche avversità per l'assenza dei nemici naturali, sono le condizioni che, grazie al potenziale riproduttivo, permettono una rapida ricolonizzazione dell'agrosistema.

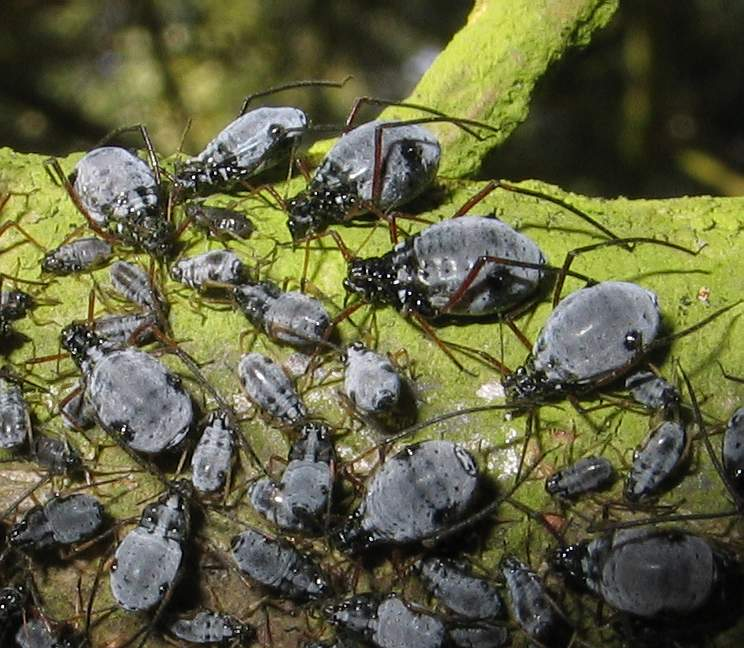
Quello fra insetticidi e afidi è un duello impari: nonostante la continua immissione in commercio di nuovi principi attivi, questi insetti riescono sistematicamente a sviluppare gli antidoti genetici e a propagarli rapidamente nella discendenza grazie alla partenogenesi.

L'induzione della resistenza genetica è dovuta alla rapida propagazione di fenomeni di mutazione in organismi che hanno frequenti avvicendamenti generazionali e alto potenziale riproduttivo. Questi fenomeni si riscontrano, soprattutto, fra i funghi fitopatogeni, fra gli acari fitofagi e fra diversi Rincoti Omotteri, ma è piuttosto frequente anche fra i vegetali. L'induzione della resistenza si presenta in particolare per fitofarmaci che hanno una marcata specificità del meccanismo d'azione e con l'uso ripetuto dello stesso principio attivo. In altri termini, queste sostanze si comportano come agenti mutageni che esercitano una pressione selettiva favorendo la propagazione delle mutazioni positive con il ricambio generazionale.
Il passaggio di organismi fitofagi secondari da uno stato di indifferenza a uno di dannosità è una conseguenza dell'alterazione degli equilibri interni di una cenosi a seguito di un massiccio ricorso ai trattamenti chimici. Esempio classico, spesso citato in letteratura, è la pullulazione di specie di acari, di norma poco dannose, in seguito a intensi trattamenti insetticidi sugli agrumi o di trattamenti anticrittogamici sulla vite. In Italia, nel secondo dopoguerra, si diffuse notevolmente l'uso degli antiperonosporici acuprici (ditiocarbammati), in alternativa al rame. Questa pratica fu la causa della comparsa di pullulazioni di acari Tetranichidi che non erano mai risultati dannosi. Il rapporto causa-effetto fu messo in evidenza da GIROLAMI (1981) e ampiamente studiato negli anni ottanta: molte specie di acari fitofagi (Tetranichidi ed Eriofidi) sono di norma a un livello di dannosità virtualmente nullo perché controllati efficacemente da acari Fitoseidi predatori. Sia i fitofagi sia i predatori sono sensibili, oltre che agli acaricidi specifici, anche a diversi anticrittogamici e insetticidi, ma nello stesso tempo questi principi attivi inducono la comparsa di fattori di resistenza. L'induzione della resistenza è però differenziale in quanto si manifesta sui fitofagi con un ampio anticipo rispetto ai predatori.
L'incremento progressivo dell'uso dei fitofarmaci è, infine, una conseguenza generale dei fenomeni citati: all'uso dei fitofarmaci segue in generale una maggiore difficoltà di controllo degli organismi dannosi, con l'innesco di una spirale viziosa alimentata da un uso sempre più intenso dei fitofarmaci. Negli Stati Uniti d'America è stato stimato che nell'arco di 40 anni, a partire dall'inizio degli anni quaranta, l'entità dei danni causati dagli insetti fitofagi è praticamente raddoppiata, passando dal 7% al 13%, mentre il quantitativo di insetticidi riversato nell'ambiente è aumentato del 1200% nello stesso intervallo di tempo.

#### Scelta della specie e della varietà

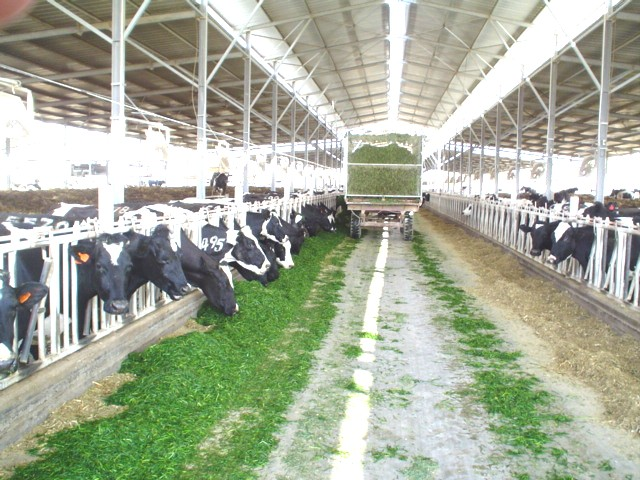
Razze come la Frisona e l'Holstein Friesian sono capaci di altissime performance nell'attitudine lattifera, ma il loro equilibrio fisiologico è molto precario in quanto nel loro patrimonio genetico è scomparsa la rusticità. Nelle prime fasi della lattazione subiscono stress fisiologici dall'esito letale in caso di errori nella formulazione della dieta.

La scelta delle specie, delle varietà e delle razze, nell'agricoltura intensiva è impostata principalmente su criteri economici e sono finalizzate a massimizzare la produzione vendibile. Tali scelte ricadono perciò su specie e tipi genetici in grado di fornire elevate produzioni unitarie e standard qualitativi richiesti nel mercato. Nell'agricoltura e nella zootecnica intensive si è giunti perciò alla completa affermazione delle cultivar e delle razze selezionate e, per talune specie, all'abbandono delle varietà a favore degli ibridi. Emblematico è, ad esempio, il caso del mais, per il quale si è assistito alla scomparsa definitiva delle vecchie varietà, integralmente sostituiti dagli ibridi. Nel settore dell'orticoltura le vecchie varietà resistono ancora nelle piccole produzioni familiari, destinate all'autoconsumo, mentre nel settore della frutticoltura intensiva sono largamente diffuse le cultivar e le selezioni clonali che rispondono alle mode scaturite dal mercato. Nel settore zootecnico, infine, alcuni piani di selezione individuale, come ad esempio quelli basati sul Progeny Test e la fecondazione artificiale, fanno sì che popolazioni di migliaia di fattrici abbiano un solo genitore maschio. Le elevate prestazioni produttive di alcune razze, raggiunte con la selezione individuale, hanno portato a una larga diffusione di alcune razze, come ad esempio la Frisona e la Bruna nella specie bovina, a scapito della generalità delle razze rustiche, la maggior parte delle quali in via di estinzione. Infine, assume proporzioni preoccupanti la massiccia diffusione degli organismi geneticamente modificati (OGM) in alcune specie, localmente, arriva a coprire percentuali altissime.
Queste tendenze hanno effetti disastrosi sulla biodiversità genetica in quanto portano a una progressiva e preoccupante riduzione della variabilità genetica. Emblematici sono alcuni dati statistici che offrono un'idea delle proporzioni drammatiche del problema:

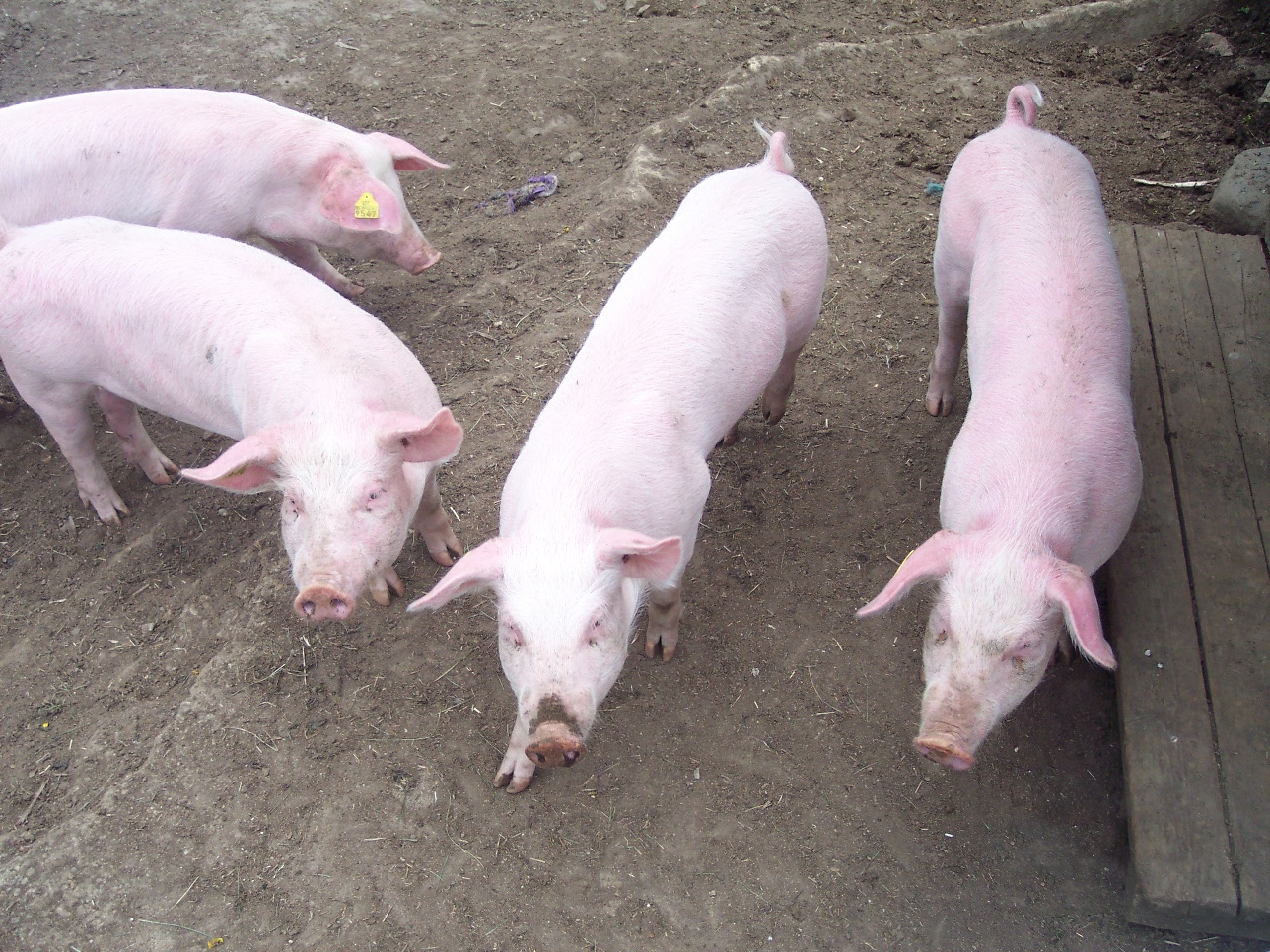
Suini Landrace. Insieme alla Large White, questa razza sta decretando, per l'ampia diffusione, l'estinzione delle vecchie razze italiane.

- in oltre 10000 anni di agricoltura e allevamento, l'alimentazione umana ha fatto ricorso a ben 7000 specie vegetali e migliaia di specie animali; attualmente il 90% del fabbisogno nutritivo della popolazione mondiale è soddisfatto da 15 specie vegetali e 8 specie animali;
- il 50% della base alimentare di origine vegetale proviene dal grano, dal riso e dal mais; questo dato assume proporzioni ancora più preoccupanti se si pensa che la speculazione finanziaria internazionale nel 2008 si è concentrata su questi tre cereali, causando vertiginosi aumenti dei prezzi di mercato;
- negli ultimi 100 anni si è perso oltre il 90% delle varietà coltivate e 690 razze di animali domestici sono a rischio di estinzione.

Il motivo della drammaticità di questo fenomeno risiede nella perdita definitiva di un numero inestimabile di geni utili a causa dell'uniformità genetica. Il miglioramento genetico ha infatti privilegiato, in misura sostanziale, un numero limitato di caratteri e, in particolare, le prestazioni produttive e gli standard merceologici, spesso di natura fondamentalmente estetica. Si va invece perdendo progressivamente il complesso dei caratteri di rusticità che conferiscono a ogni specie la resistenza alle avversità e la capacità di adattamento. Inevitabilmente ciò rende gli agrosistemi ancora più instabili e vulnerabili agli eventi, comportando, da un lato, una domanda crescente di energia ausiliaria per il loro mantenimento nei regimi intensivi e, da un altro, una maggiore incidenza degli eventi calamitosi nei regimi estensivi e di sostentamento.

## L'agrosistema nell'agricoltura sostenibile
L'emergenza degli effetti negativi dell'agricoltura convenzionale ha portato alla diffusione del concetto di agricoltura sostenibile o ecocompatibile, con applicazioni sempre più crescenti a partire dagli anni ottanta. A differenza dell'agricoltura convenzionale, quella sostenibile si prefigge anche altri obiettivi, oltre a quello della massimizzazione del reddito. In particolare, l'agricoltura sostenibile, sempre in un'ottica di mercato, ha le seguenti finalità:
- massimizzazione del reddito;
- salvaguardia della stabilità degli agrosistemi;
- tutela dell'ambiente;
- tutela della salute degli operatori e dei consumatori.

Come si può osservare, l'obiettivo primario resta sempre la massimizzazione del reddito, tuttavia questo è subordinato al rispetto di alcuni vincoli che sono inderogabili. Almeno in linea di principio, la massimizzazione del reddito potrebbe espletarsi anche per mezzo di una riduzione dei costi dell'energia ausiliaria e non con l'incremento delle produzioni; in questo caso i suddetti vincoli assumerebbero la connotazione di punti di forza a sostegno dell'obiettivo primario. Questo aspetto è tuttavia di complessa trattazione in quanto il vantaggio economico di tecniche ecocompatibili, a basso impiego di energia ausiliaria, è senza dubbio penalizzato con l'applicazione dei criteri classici della microeconomia, a differenza di un'analisi costi-benefici che prende in esame anche l'impatto ambientale e sanitario.
Gli agrosistemi condotti in regime ecocompatibile di maggior diffusione si riconducono a due differenti tipi:
- Agricoltura integrata
- Agricoltura biologica.

### Agricoltura biologica

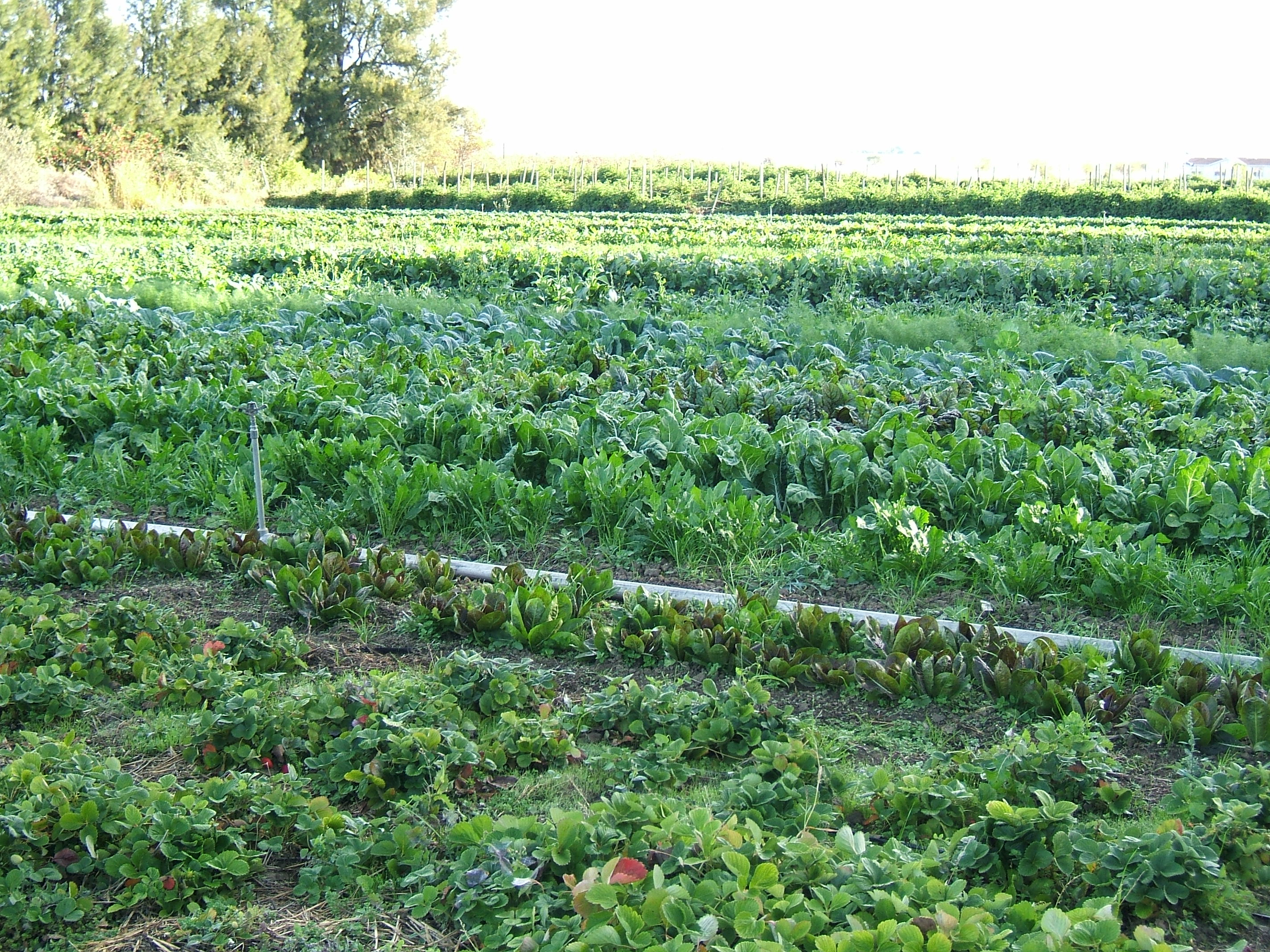
Orto in coltivazione biologica in California. Da notare il ricorso alla consociazione, pratica del tutto abbandonata nell'orticoltura convenzionale intensiva.

L'agricoltura biologica nasce, come movimento, nella prima metà del XX secolo, ma nella sua applicazione restò per lungo tempo un settore di nicchia. L'interesse verso questa attività si è allargato notevolmente solo negli ultimi decenni del secolo, con la manifestazione delle emergenze sanitarie e ambientali derivate dall'intensivazione delle attività agrozootecniche e con il crescente interesse dei consumatori verso il "biologico".
In generale, l'agricoltura biologica si configura in cicli produttivi che sfruttano gli equilibri naturali, fanno ricorso - nei limiti del possibile - a energie rinnovabili, hanno un impatto ambientale basso, mirano, con il riciclo della biomassa, a migliorare o mantenere inalterata la fertilità organica, preservano la salute. Gli aspetti principali che configurano l'agricoltura biologica sono i seguenti:
- bando dei composti chimici di sintesi in tutti gli aspetti associati al processo produttivo (fertilizzazione, difesa fitosanitaria, igiene zootecnica, regolazione dei processi fisiologici, ecc.);
- tutela della biodiversità biologica e genetica;
- eliminazione di sistemi di forzatura che generano squilibri ecologici;
- bando dei metodi di allevamento causa di stress e maltrattamenti degli animali e, quindi, tutela del benessere degli stessi;
- ricorso all'energia ausiliaria rinnovabile: riciclaggio dei rifiuti solidi urbani e dei rifiuti organici in generale, reimpiego dei reflui zootecnici, ricorso al sovescio di leguminose, ecc.

L'agrosistema biologico si avvicina molto al concetto di ecosistema, in quanto l'uomo interviene, con tecniche surroganti ecocompatibili, proprio sugli elementi di differenziazione fra agrosistema convenzionale ed ecosistema naturale: ad esempio, l'asportazione dei prodotti destinati a ecosistemi artificiali a produttività negativa, quali gli insediamenti urbani, viene compensata con il riciclo dei rifiuti solidi urbani sotto forma di fertilizzante organico (compost). L'agrosistema biologico integrato in un sistema economico mantiene comunque le prerogative di un ecosistema artificiale aperto.

### Agricoltura integrata

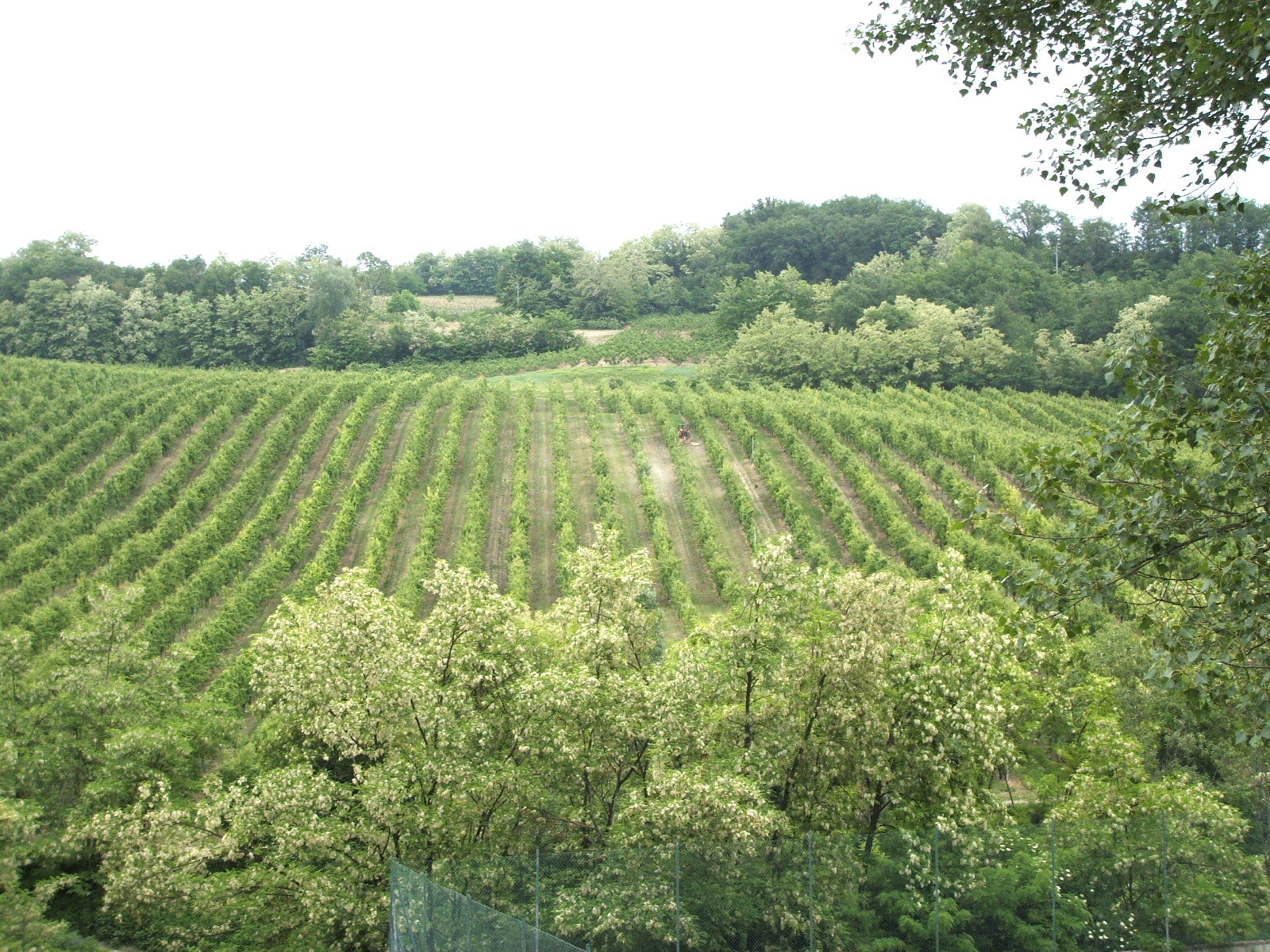
La vicinanza di aree forestate, siepi e altre forme di vegetazione spontanea sono un requisito per il mantenimento della biodiversità biologica negli agrosistemi gestiti in regime di agricoltura integrata.

L'agricoltura integrata, o produzione integrata, è una concezione più recente di agricoltura sostenibile e, sotto un certo punto di vista, può rappresentare un tentativo di compromesso fra esigenze economiche ed esigenze sanitarie e ambientali. Essa si contraddistingue come un'attività economica che si prefigge l'obiettivo di massimizzazione del reddito, nel rispetto del principio di salvaguardia dell'ambiente e della salute, agendo principalmente su un drastico ridimensionamento dell'impiego di energia ausiliaria.
L'agricoltura integrata condivide solo in parte le prerogative dell'agricoltura biologica in quanto sceglie un approccio concettuale completamente diverso nel perseguimento dell'obiettivo della tutela dell'ambiente: in parole povere, qualsiasi tecnica è ammessa nel processo produttivo purché questa abbia un basso impatto ambientale e sanitario e un basso fabbisogno di energia ausiliaria.
Ad esempio, la fertilizzazione si attua ordinariamente con la concimazione minerale, tuttavia questa deve essere razionalizzata al fine di soddisfare i fabbisogni delle colture senza provocare impatti nell'ambiente (ad esempio l'inquinamento delle falde a causa di dosi eccessive); nel contempo devono essere privilegiate le tecniche conservative di gestione del suolo, mirate a mantenere alto il livello di fertilità organica e a prevenire fenomeni di degrado quali il depauperamento e l'erosione. La concimazione minerale ha dunque un ruolo di potenziamento sinergico della fertilità organica e non di surrogazione.

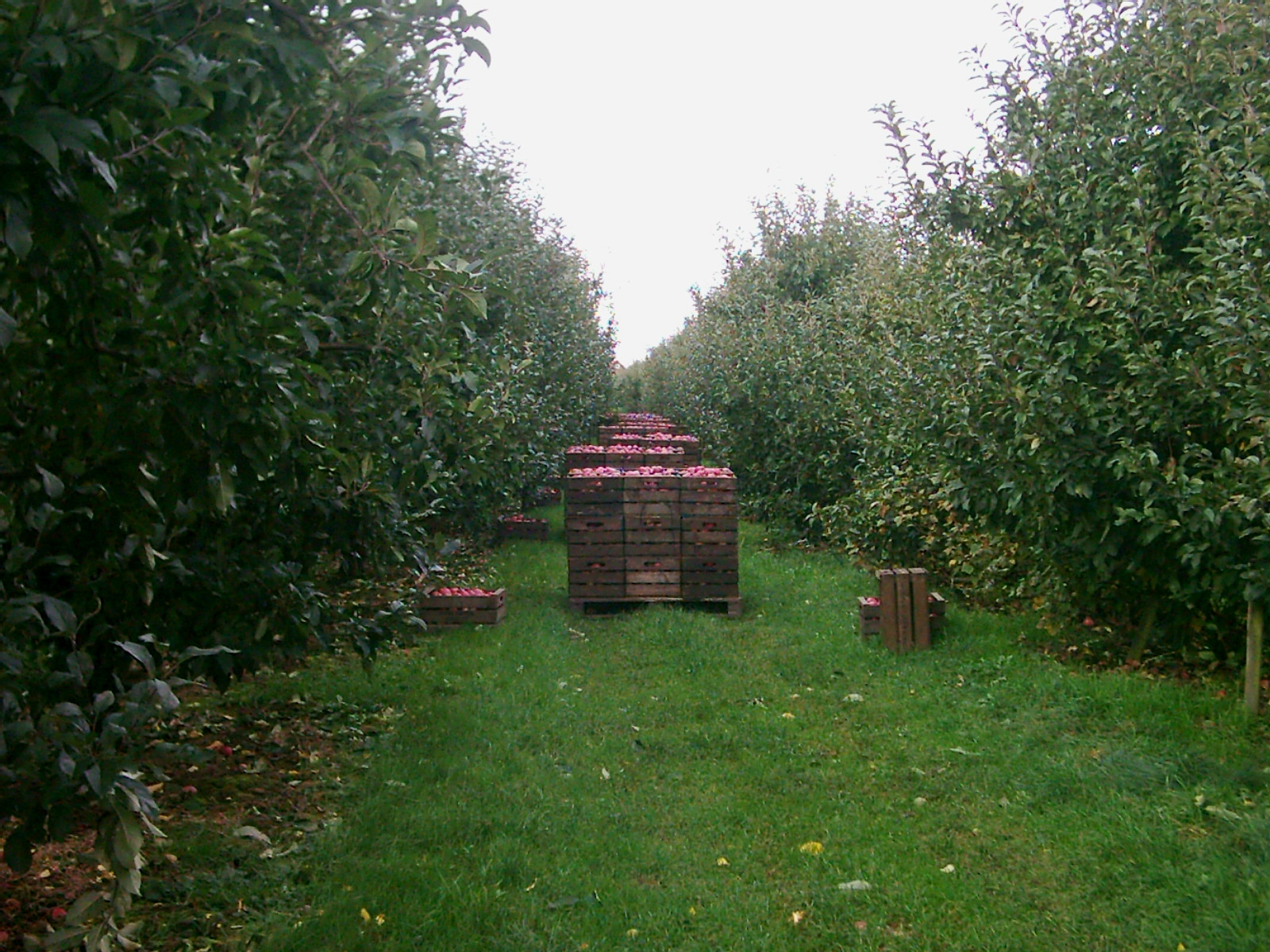
L'inerbimento è una pratica generalmente raccomandata per la frutticoltura nei disciplinari di produzione integrata.

La difesa dei vegetali si attua preferibilmente con mezzi biologici o biotecnici, sfruttando nei limiti del possibile gli equilibri ecologici interni dell'agrosistema, tuttavia è ammesso il ricorso a fitofarmaci di sintesi solo se necessario, al superamento di una soglia di intervento e nel rispetto delle finalità dell'agricoltura integrata: in altri termini, i trattamenti chimici devono essere mirati e avere un impatto bassissimo, senza interferire con gli organismi ausiliari, né lasciare effetti residui sull'ambiente e sulla salute.
L'agricoltura integrata, in definitiva, configura l'agrosistema come un ecosistema artificiale di tipo aperto, e per molti aspetti rappresenta un'evoluzione dell'agricoltura convenzionale tradizionale, basata fondamentalmente sull'acquisizione di conoscenze agronomiche, biologiche ed ecologiche e sulla razionalizzazione delle tecniche. A differenza dell'agricoltura convenzionale moderna, quella integrata non sopprime gli equilibri ecologici degli agrosistemi ma li sfrutta al fine di ridurre l'impiego di energia ausiliaria. Fondamentale è, quindi, la tutela e il potenziamento della biodiversità biologica e genetica.
L'adozione dell'agricoltura integrata rappresenta una "conversione" meno drastica rispetto all'agricoltura biologica e, oltre a essere sostenibile sotto l'aspetto ecologico, lo è anche sotto l'aspetto economico. Richiede tuttavia tempi di attuazione abbastanza lunghi, soprattutto, quando si devono recuperare agrosistemi fortemente degradati. Richiede inoltre una calibrazione in funzione delle peculiarità contestuali e un notevole know-how. Per questo motivo la sua applicazione si presta meglio a un ambito territoriale, più che aziendale, e richiede la predisposizione di modelli operativo contestualizzati, rappresentati dai Disciplinari di Produzione Integrata e dai Piani territoriali di sviluppo rurale.

### Difesa dei vegetali

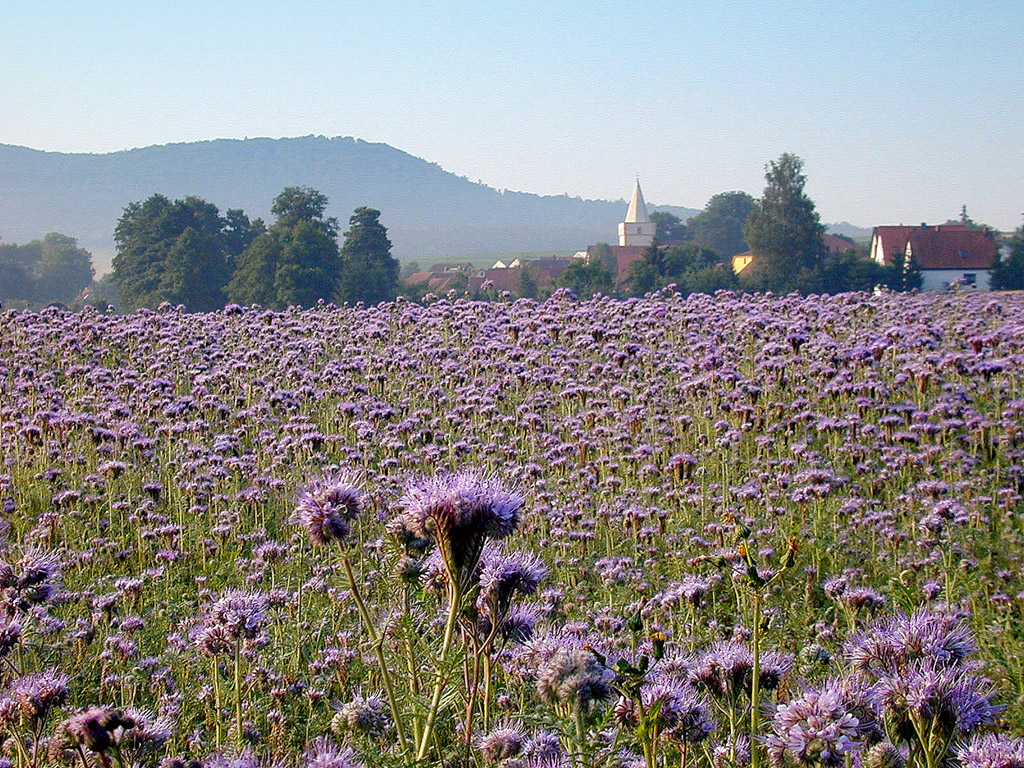
Lotta biologica con metodo protettivo: la coltivazione di bordure di facelia può essere efficace per prevenire infestazioni di afidi in quanto garantisce il mantenimento degli adulti di Sirfidi nell'agrosistema.

Come si è visto in precedenza, la difesa dei vegetali rappresenta uno dei settori principali in cui si sviluppano le tecniche di agricoltura sostenibile. La lotta alle avversità, nell'agricoltura biologica e in quella integrata, si imposta con criteri e linee d'azione nettamente distinte.
In agricoltura biologica la difesa si attua esclusivamente con la lotta biologica, basata in parte sugli equilibri dell'agrosistema (metodo protettivo), in parte con interventi mirati (trattamenti con biocidi di origine naturale, lanci inondativi o inoculativi di ausiliari).
In agricoltura integrata la difesa si attua - per definizione - con la lotta integrata: questa si basa ancora sugli equilibri dell'agrosistema e, quindi, applica largamente il metodo protettivo, ma è integrata da interventi mirati che fanno largo ricorso ai mezzi biotecnici e, se necessario, ai mezzi chimici. Poiché tali interventi hanno lo scopo di supportare sinergicamente l'azione degli organismi ausiliari, la lotta integrata si avvale del concorso della lotta biologica. Per questo motivo si usa spesso la locuzione più esplicita di lotta biologica e integrata; in realtà il significato di questa locuzione è ridondante in quanto la lotta integrata contempla, nel suo ambito generale, anche il ricorso alla lotta biologica.